# Ford Crown Victoria

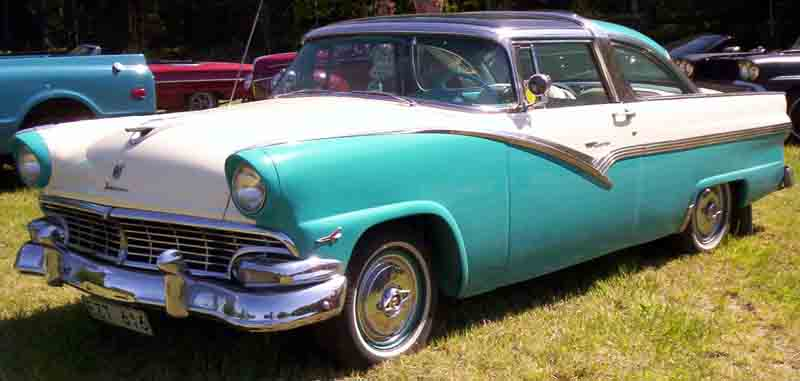
Ford Fairlane Crown Victoria
(1955-1956).

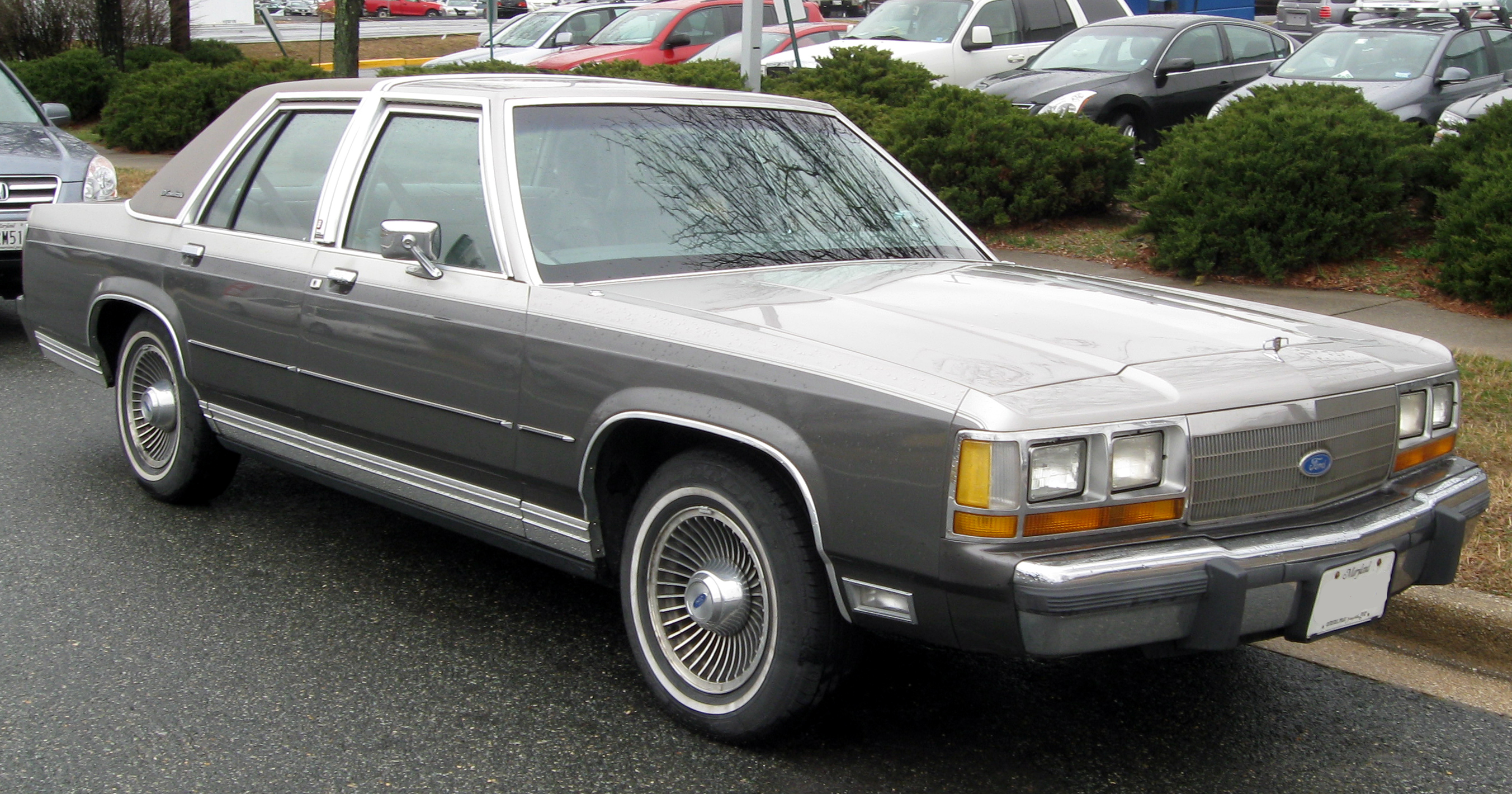
Ford LTD Crown Victoria
(1979-1991).

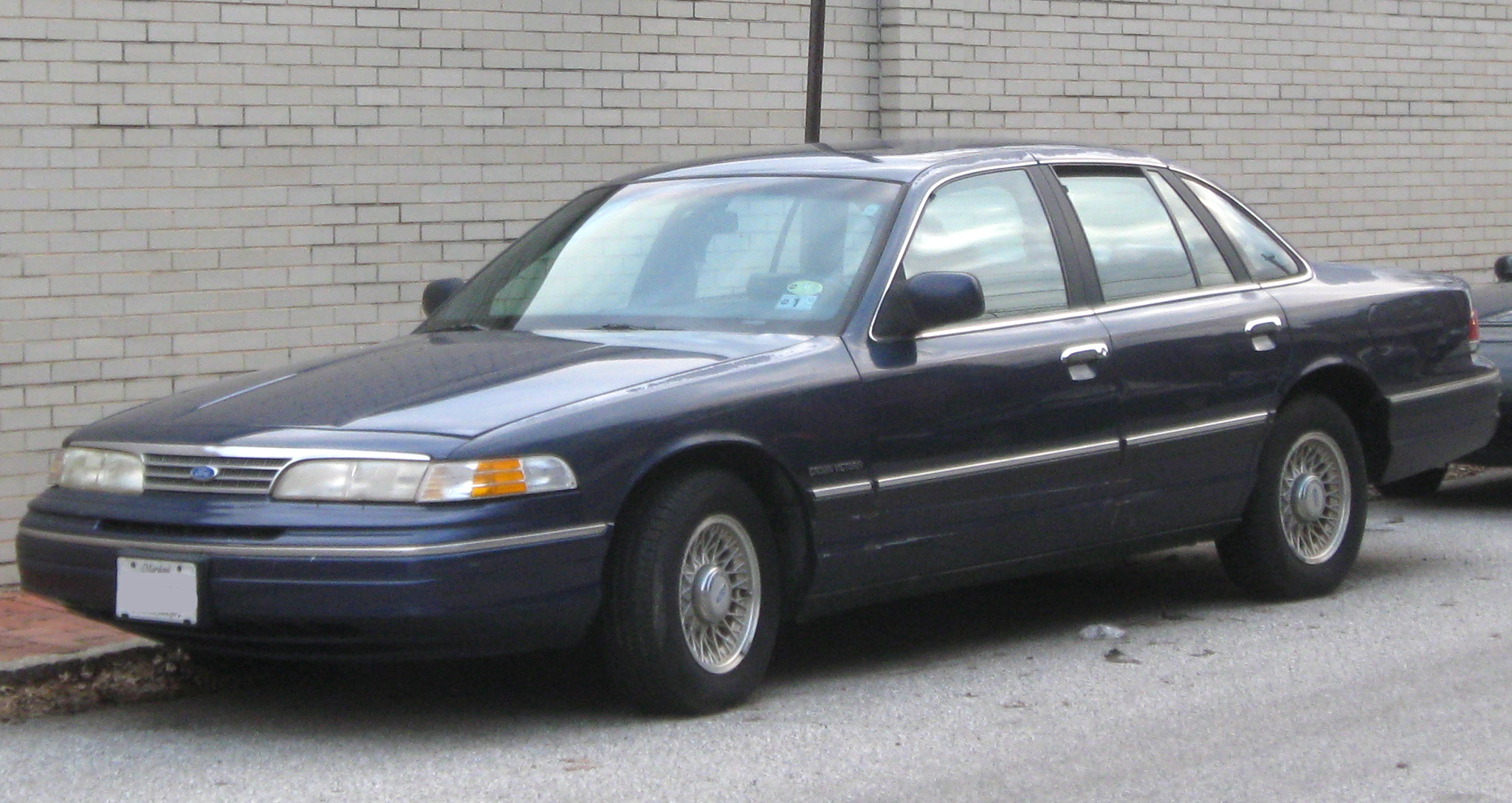
Ford Crown Victoria I
(1991-1998).

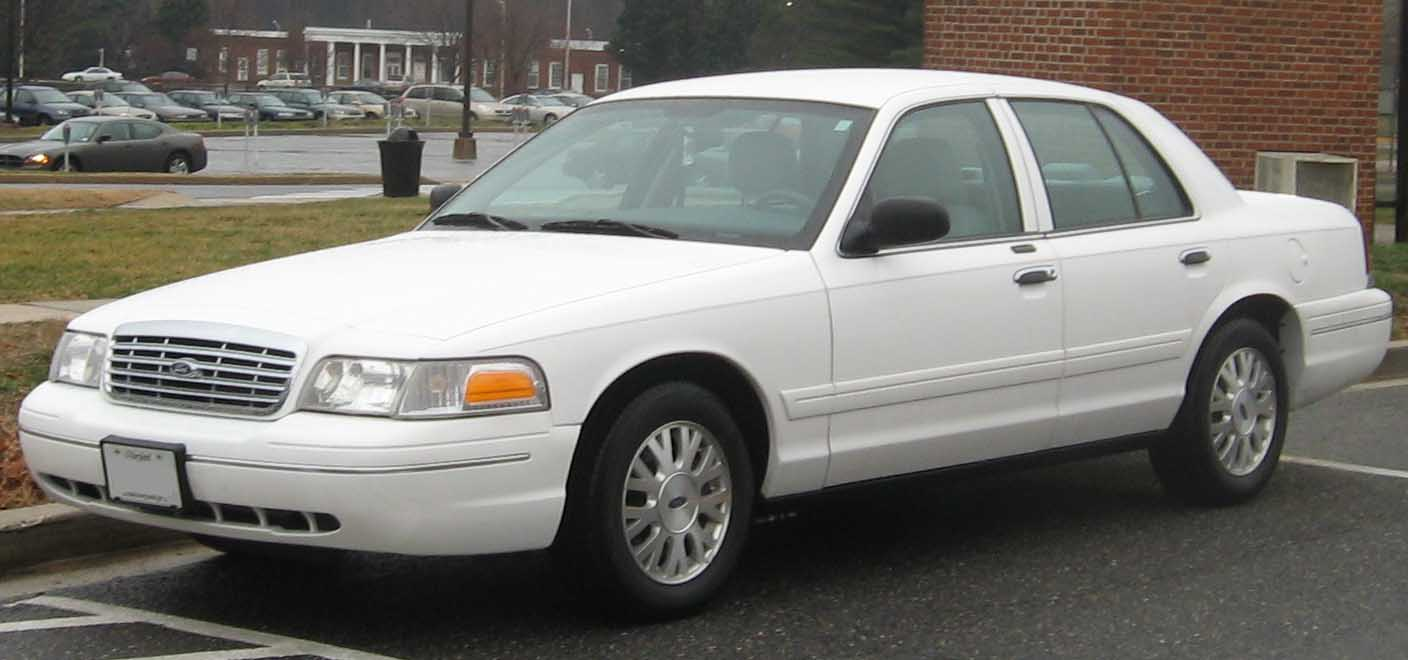
Ford Crown Victoria II
(1998-2011).

La Ford Crown Victoria, souvent surnommée Crown Vic, est une berline du constructeur américain Ford.
Elle exista en quatre générations, dont les trois dernières produites à l'usine canadienne St. Thomas, en Ontario. La Crown Victoria lle fut également vendue par la marque Mercury sous le nom de Grand Marquis, avec de très légères modifications.

## Historique
La Crown Victoria est fabriquée de 1955 au 16 septembre 2011, date de fermeture de l'usine de St. Thomas, où elle était produite.
| Nom du modèle                              | Production              | Principaux modèles concurrents                                                                                |
| ------------------------------------------ | ----------------------- | --- |
| Ford Fairlane Crown Victoria (1955 - 1956) | Environ 800 exemplaires | Chevrolet Bel Air ; Mercury Montclair Sun Valley                                                              |
| Ford LTD Crown Victoria (1979 - 1991)      | 1 902 820 exemplaires   | Mercury Grand Marquis ; Chevrolet Caprice ; Lincoln Town Car ; Lincoln Continental Mark VI ; Dodge St. Regis  |
| Ford Crown Victoria (1992 - 1997)          | 519 549 exemplaires     | Mercury Grand Marquis ; Chevrolet Caprice ; Lincoln Town Car ; Lincoln Continental Mark VII                   |
| Ford Crown Victoria (1998 - 2011)          | 997 085 exemplaires     | Mercury Grand Marquis ; Mercury Marauder ; Chevrolet Impala ; Lincoln Town Car ; Dodge Charger ; Chrysler 300 |

## Origine du nom
Avant l'année modèle 1992, Ford a utilisé la plaque signalétique Crown Victoria sur deux véhicules; tous deux étaient des modèles phares de la gamme des modèles full-size. De 1955 à 1956, la plaque signalétique a été utilisée pour les Ford Fairlane deux portes haut de gamme. Pour 1980, la plaque signalétique est revenue en tant que finition supérieure des berlines Ford LTD, désignant toutes les berlines full-size de Ford en Amérique du Nord de 1983 à 1991.
Une caractéristique de style utilisée pour les deux versions est une bande en acier inoxydable qui coupe les montants B (« couronnant » le toit).

### 1955-1956
Pour 1955, la Ford Fairlane a été présentée en tant que modèle haut de gamme de la gamme Ford. Insérer au-dessus de la Victoria à toit rigide deux portes, la Crown Victoria a fait ses débuts en tant que modèle phare de la Fairlane. À la place de la populaire ligne de toit à toit rigide, la Crown Victoria était équipée d'une ligne de toit à montants B. Semblable au concept car Mercury XM-800 (bien que modifié en angle), le montant B était équipé d'une large bande en acier inoxydable ("couronnant" le toit), donnant une apparence plus élégante à la ligne de toit.
Parallèlement au toit bicolore standard, la Crown Victoria Skyliner était équipée d'un toit ouvrant fixe, un panneau en verre acrylique teinté formait tout le toit devant le montant B.
Pour 1956, la finition optionnelle Lifeguard a été introduite en option pour la Fairlane Crown Victoria (comme sur toutes les voitures Ford).
Pour la refonte de la gamme des modèles Ford de 1957, la Crown Victoria a été retirée de la gamme Fairlane, sans remplaçante. Le nom Skyliner a fait son retour sous une forme différente, désignant la Ford Fairlane 500 Skyliner cabriolet à toit rigide rétractable.

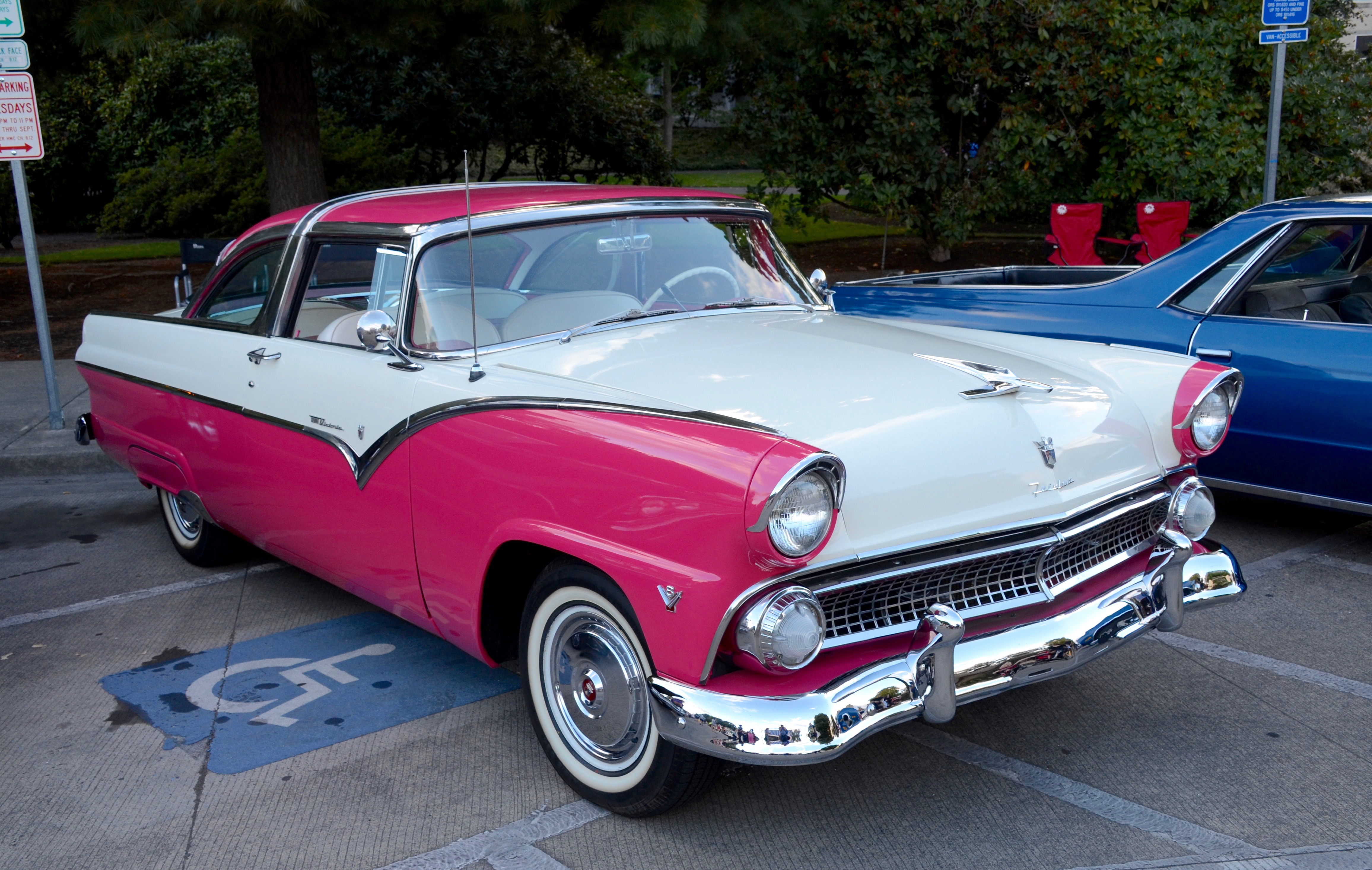
Ford Fairlane Crown Victoria de 1955
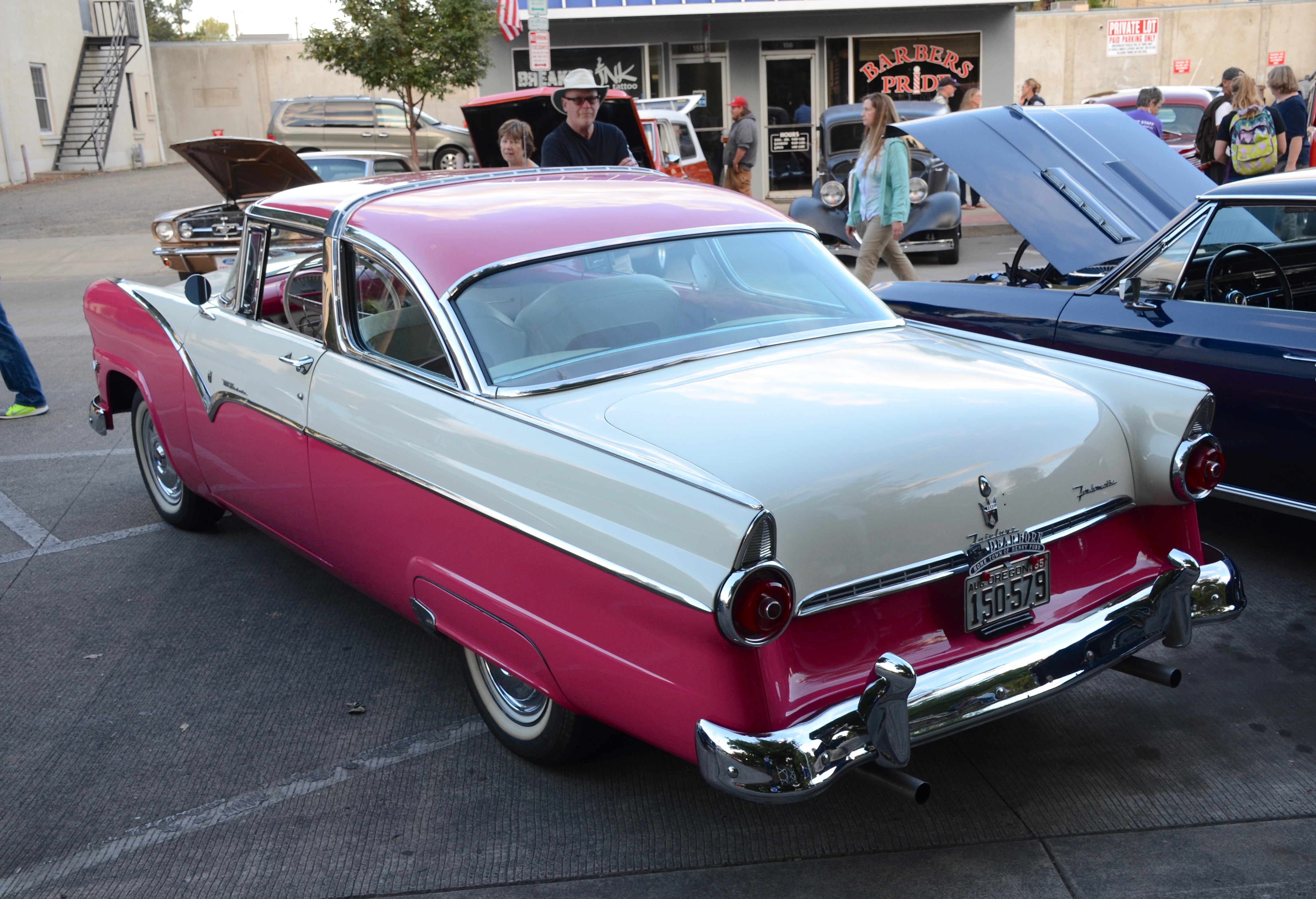
Ford Fairlane Crown Victoria de 1955, vue arrière

#### Ford Fairlane Crown VictoriaSkyliner

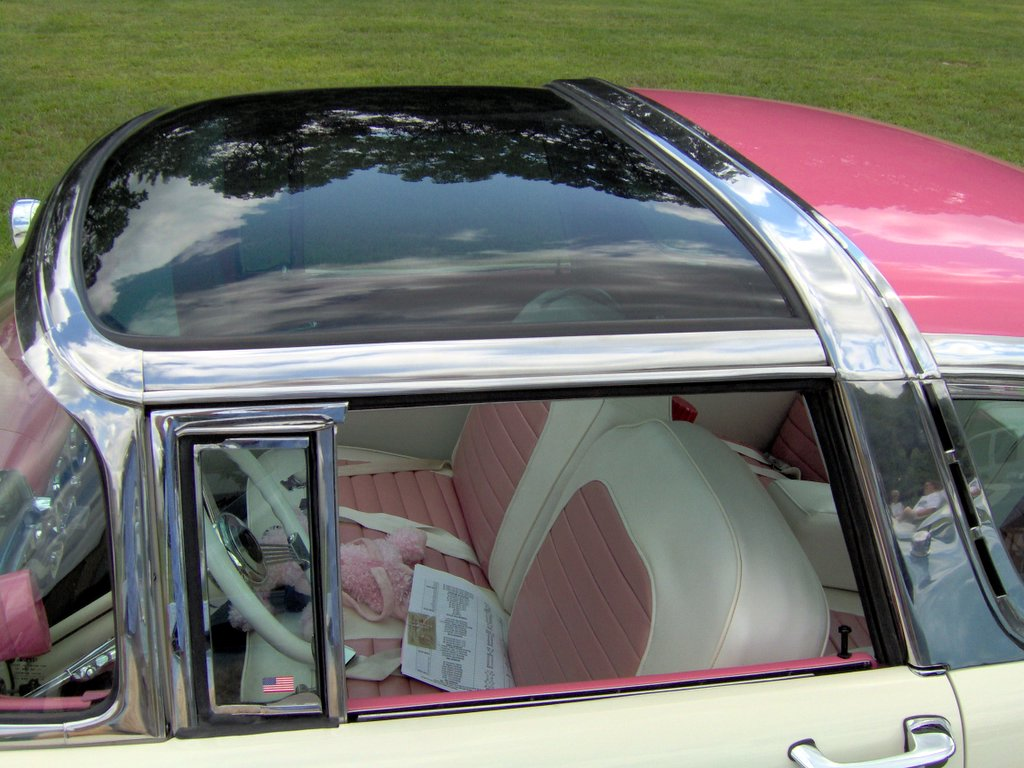
Toit ouvrant fixe de la Ford Fairlane Crown Victoria Skyliner

Une version appelée Ford Fairlane Crown Victoria Skyliner a la partie avant du toit, en face de la bande d'acier, en verre acrylique. Cela a rendu la voiture difficile à vendre, surtout dans les États du sud des États-Unis. Seules quelques Skyliner ont été faites. La plupart d'entre elles ont fini en Suède, peut-être parce que le climat était plus approprié pour un toit en verre acrylique.

### 1980-1991
Pour l'année modèle 1980, la plaque signalétique Crown Victoria a été relancée après une interruption de 23 ans, devenant une partie de la gamme du modèle Ford LTD. Encore une fois une finition haut de gamme pour la gamme full-size (remplaçant la LTD Landau), la LTD Crown Victoria est devenue une berline deux et quatre portes. Pour distinguer la gamme de modèle de son homologue la Mercury (Grand) Marquis, Ford a relancé la bande en acier inoxydable pour garnir les piliers B (sous une forme fortement révisée); la conception a été utilisée sur des exemplaires avec le demi-toit en vinyle standard.
Pour 1983, dans le cadre d'une révision en profondeur des gammes de modèles intermédiaires et full-size des trois divisions de Ford, la LTD Crown Victoria est devenue une gamme de modèles distincte (aux côtés de son homologue la Mercury Grand Marquis); la plaque signalétique Ford LTD a été déplacée vers le segment des voitures de taille moyenne, remplaçant la Ford Granada. Tout en ayant une ligne de toit distincte (portes séparées et garniture sur le montant B) de ses homologues berline, la familiale LTD Country Squire partageait sa garniture intérieure avec la berline Crown Victoria (une familiale Crown Victoria sans similibois a également été introduite).
Arrêté après l'année modèle 1991, la LTD Crown Victoria (et le break LTD Country Squire) a marqué l'utilisation finale de la plaque signalétique Ford LTD en Amérique du Nord. Ford d'Australie a produit sa propre Ford LTD en tant que gamme de modèle phare (dérivée de sa propre Fairlane) de 1973 à 2007; comme ni de Mercury ni de Lincoln n'ont jamais été officiellement commercialisées en Australie, la LTD a été développée en tant que véhicule de luxe.

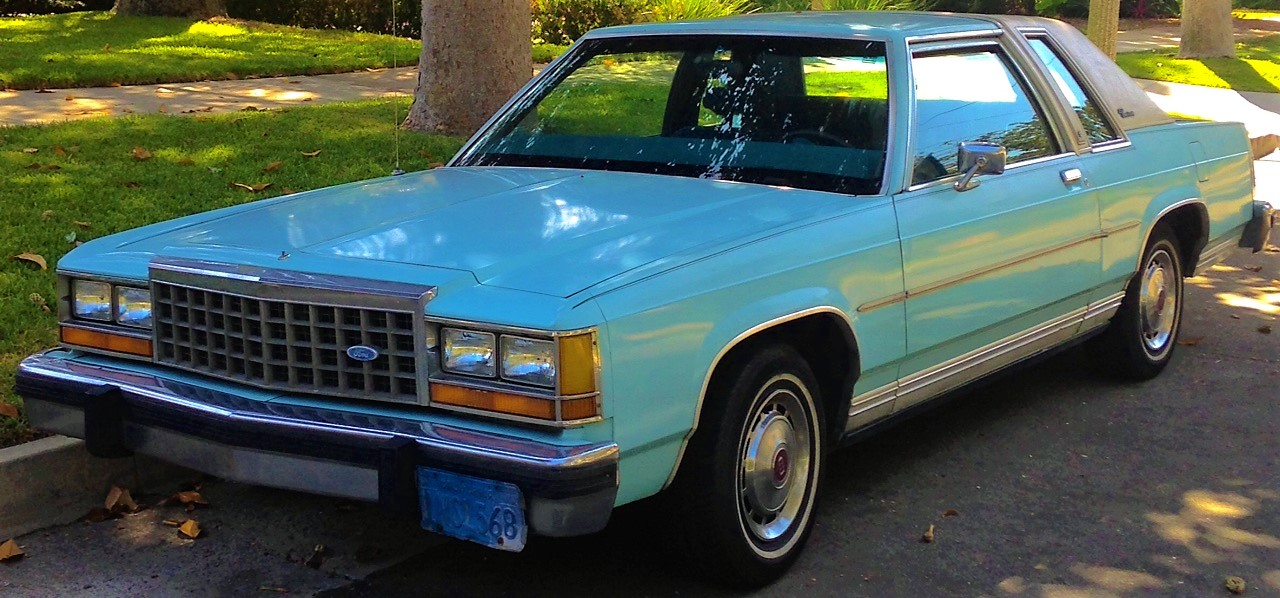
Ford LTD Crown Victoria berline deux portes
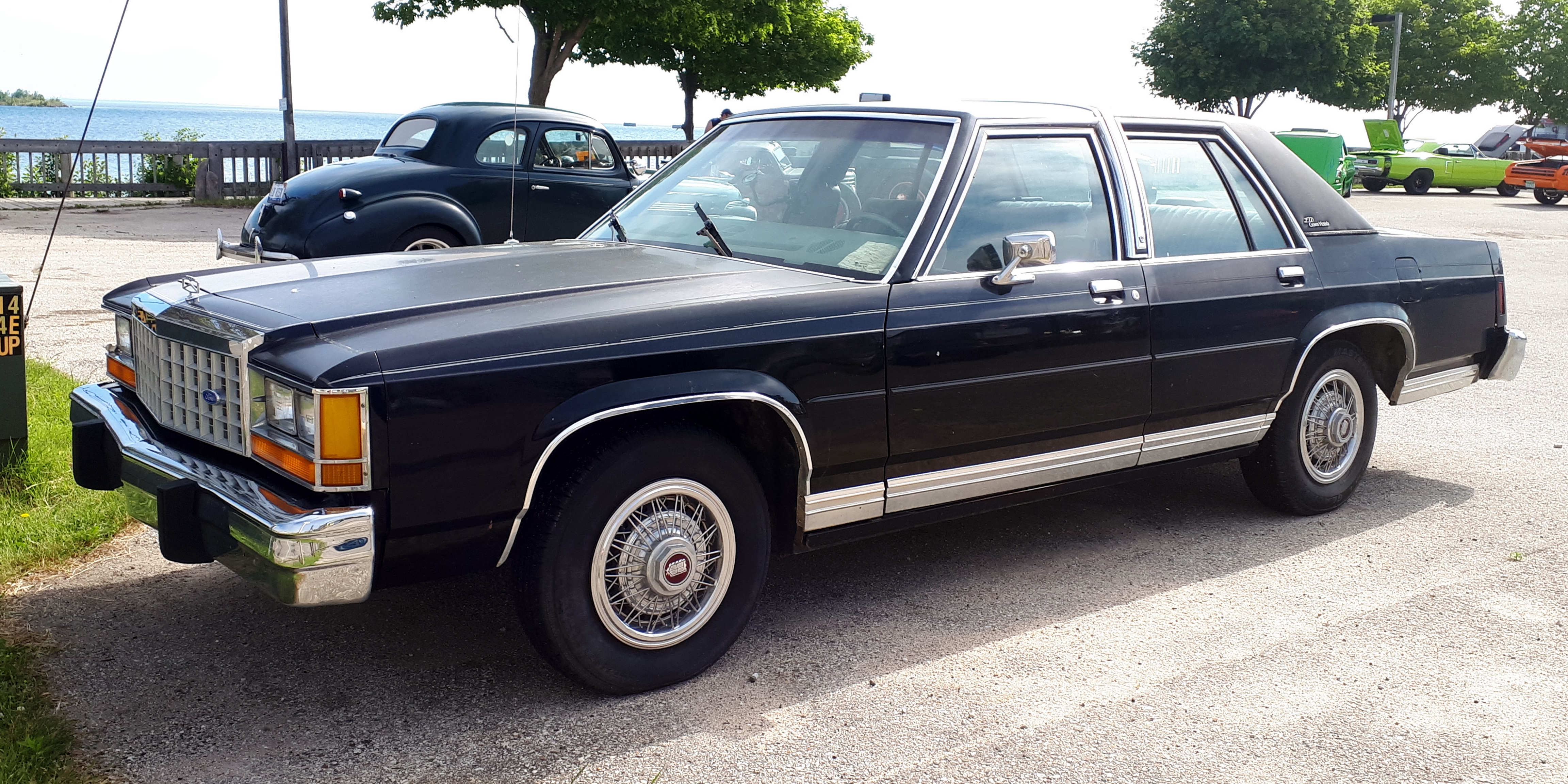
Ford LTD Crown Victoria berline quatre portes
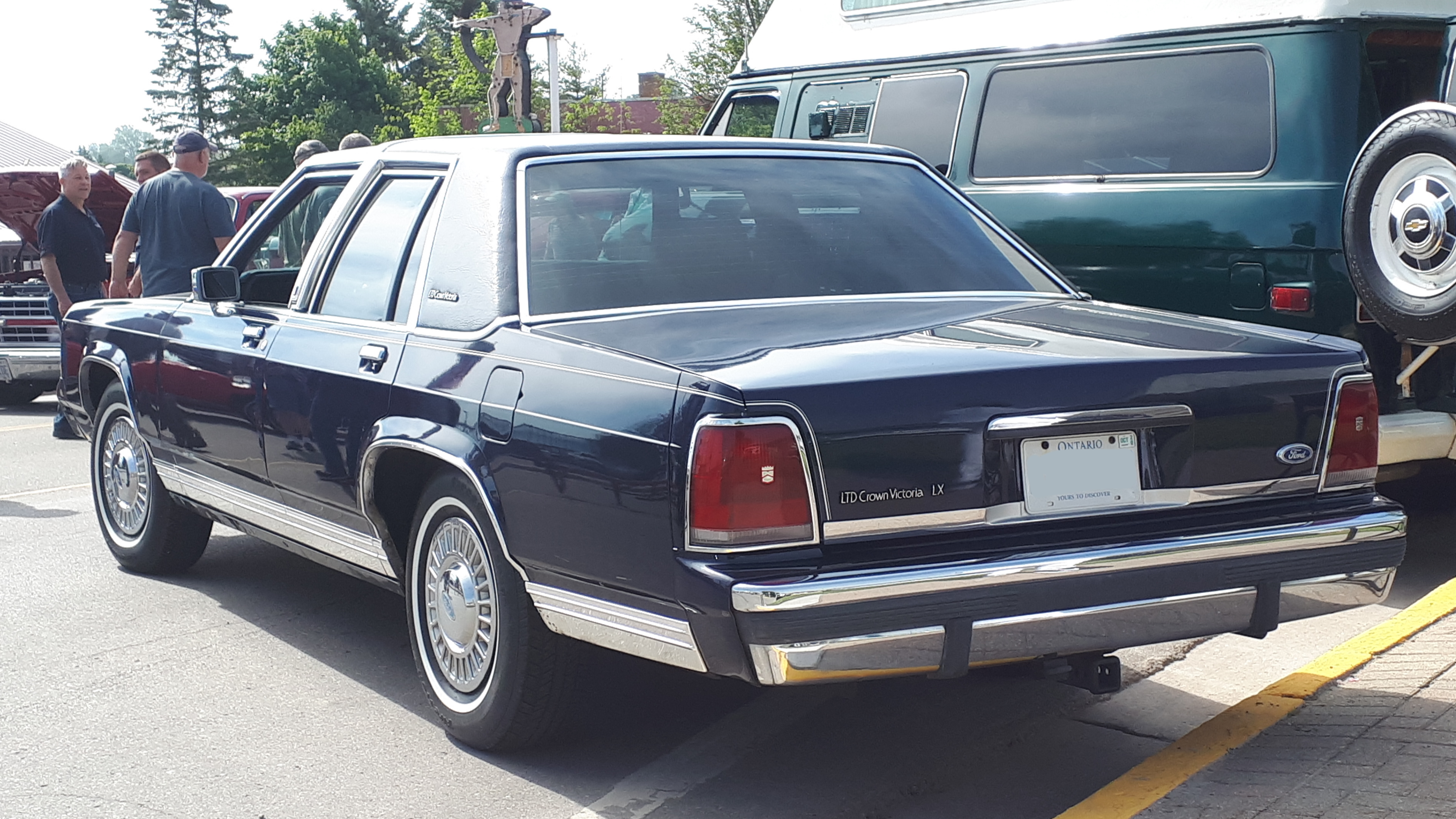
Ford LTD Crown Victoria berline quatre portes (lifting)
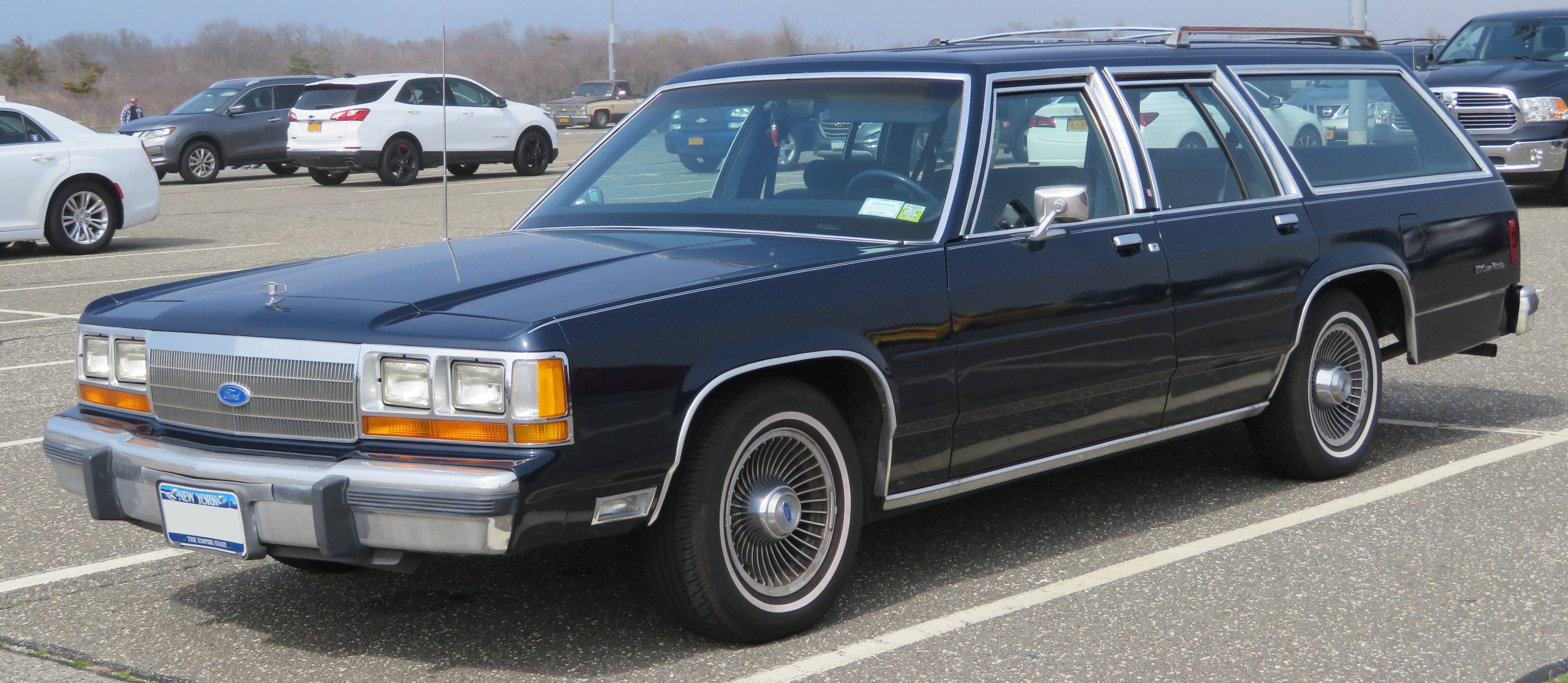
Ford LTD Crown Victoria S break

## Première génération (EN53; 1992-1997)
En 1992, Ford enlève le préfixe LTD à la nouvelle génération Crown Victoria. Cette génération sera commercialisée de 1992 à 1997. Elle sera présentée en mars 1991 puis commercialisée dès début 1992. La nouvelle génération conserve la plateforme Panther de sa devancière mais la carrosserie est complètement redessinée. La version break n'est pas reconduite.

### Châssis
Au lieu de développer une toute nouvelle architecture de plate-forme à partir de zéro, la Crown Victoria a conservé la plate-forme Panther de sa prédécesseur, la LTD Crown Victoria. Bien que lancée en 1978, la plate-forme Panther a subi d'importantes mises à niveau pour améliorer son comportement routier et sa maniabilité; des mises à jour majeures ont été apportées au réglage de la direction et de la suspension. Pour améliorer les performances de freinage, la Crown Victoria s'est dotée de freins à disque aux quatre roues, qui n'étaient visibles que sur les Lincoln Mark VII, Ford Taurus SHO et Ford Escort GT (1991-1996). Disponibles en option, les freins antiblocage et l'antipatinage à basse vitesse sont devenus des caractéristiques populaires. Pour 1997, plusieurs mises à jour ont été apportées pour améliorer la réponse de manipulation et le contrôle de la direction.
Le nouveau moteur V8 modulaire a été présenté dans la refonte. Introduit pour la première fois dans la Lincoln Town Car de 1991, le V8 SOHC de 4,6 L a remplacé le V8 petit bloc à soupapes en tête de 5,0 L (302 pouces cubes) et a été le premier d'une famille de moteurs à soupapes en tête qui finiraient par apparaître dans plusieurs voitures et pick-ups de Ford et Lincoln-Mercury. Plus léger que son prédécesseur, le moteur de 4.6 L produisait un couple de sortie presque identique tout en produisant 40 chevaux supplémentaires dans sa configuration standard à simple échappement. Comme avec son prédécesseur et dans la Lincoln Town Car, le moteur de 4.6 L était associé à une transmission automatique à surmultiplication à 4 vitesses. En 1993, la transmission AOD de Ford a été remplacée par la version AOD-E à commande électronique. Pour 1995, l'AOD-E a été remplacée par la 4R70W, une version plus lourde introduite dans la Lincoln Mark VIII.

### Carrosserie

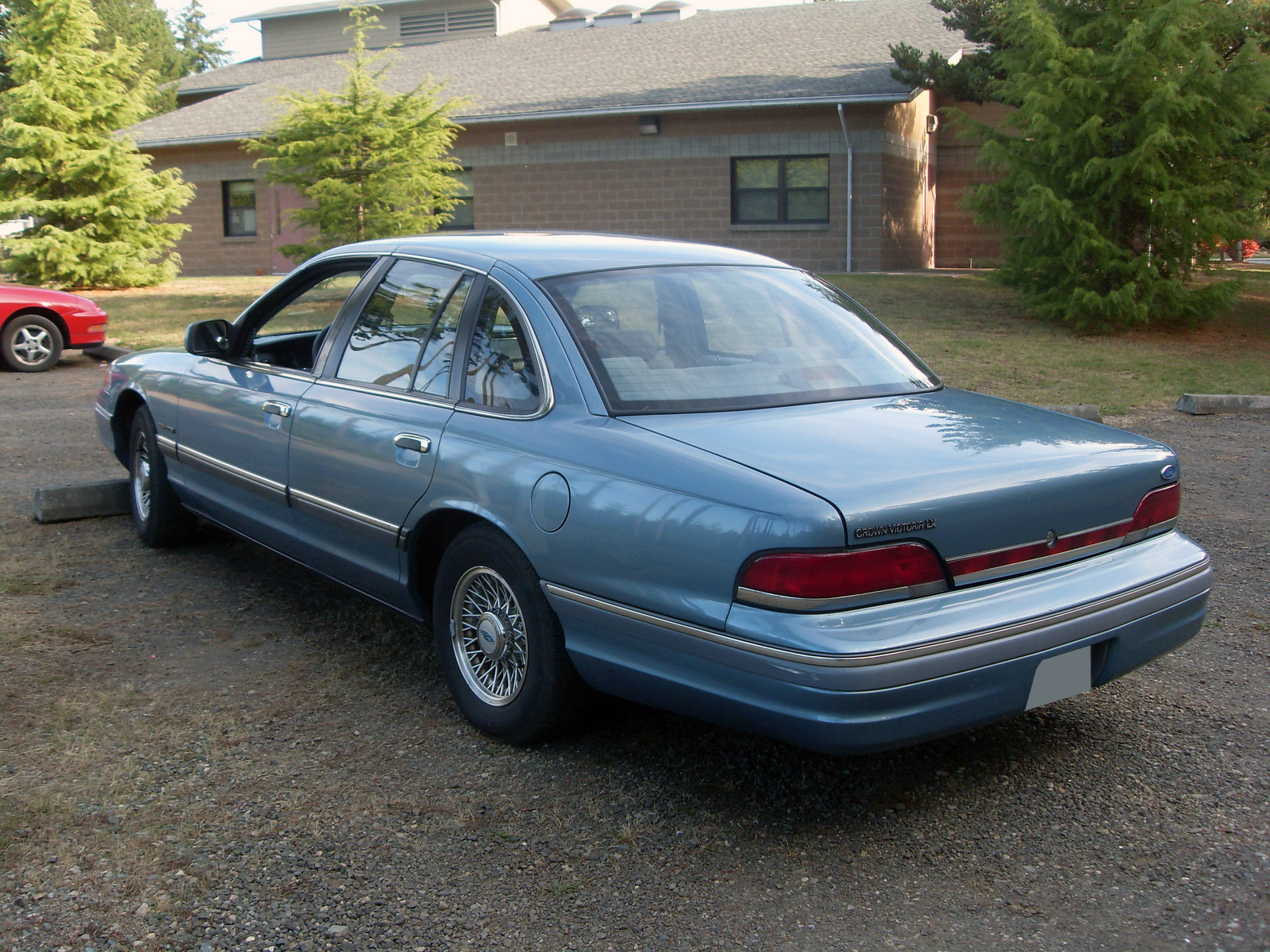
Ford Crown Victoria LX (pré-lifting)

Ford a basé une grande partie de l'apparence de la Ford Taurus de première génération sur la Ford Crown Victoria, un look initié par le vice-président du design de Ford, Jack Telnack. Bien que la Taurus soit devenue très populaire dans son segment de marché, le look "Aero" de Telnack s'est avéré être une proposition d'amour ou de haine auprès des acheteurs potentiels de la Crown Victoria. En plus de son carénage avant distinctif sans calandre, la Crown Victoria partagerait une ligne de toit similaire avec la Taurus, des moulures de carrosserie et de pare-chocs similaires, des poignées de porte similaires, des portes de style avion et des groupes de phares et de feux arrière de forme similaire. Pour réduire les points communs esthétiques avec la Mercury Grand Marquis, seules les portes avant, le pare-brise et les jantes en alliage étaient partagés entre elles.
Pour l'intérieur, les deux véhicules ont également reçu des sièges, des garnitures de porte et des tableaux de bord différents; la Crown Victoria présentait un tableau de bord avec des cadrans ronds comprenant des manomètres de tension et de pression d'huile, tandis que la Grand Marquis présentait un indicateur de vitesse horizontal sans instrumentation complète. Un tableau de bord électronique a été introduit en option. Bien que mieux accueillie que la refonte de la Chevrolet Caprice de 1990, la Crown Victoria de 1992 a rencontré la désapprobation de certains critiques et acheteurs, ce qui a conduit Ford à réviser l'extérieur. Pour l'année modèle 1993, une calandre a été ajoutée au carénage avant (même si elle conservait son système de refroidissement de configuration "reniflard") et une bande de réflecteur rouge a été ajoutée au couvercle du coffre pour visuellement connecter les feux arrière. Pour l'année modèle 1995, une refonte de mi-cycle a entraîné des changements plus importants à la Crown Victoria; une calandre à 6 fentes a remplacé la conception de style caisse à œufs, et des feux arrière plus larges ont été ajoutés à l'arrière avec la plaque d'immatriculation placée entre eux sur le couvercle du coffre. À l'intérieur, la Crown Victoria de 1995 avait des sièges redessinés et un nouveau tableau de bord qui était maintenant partagé avec la Grand Marquis. La nouvelle conception comportait des commandes et des commutateurs plus grands, la radio étant agrandie et positionnée plus haut. Le groupe de jauges a conservé sa disposition précédente. Fin 1995, le volant avec airbag « brique » de première génération a été remplacé par un volant avec un moyeu plus petit qui a renvoyé le bouton du klaxon au centre du volant.

### Fonctionnalités

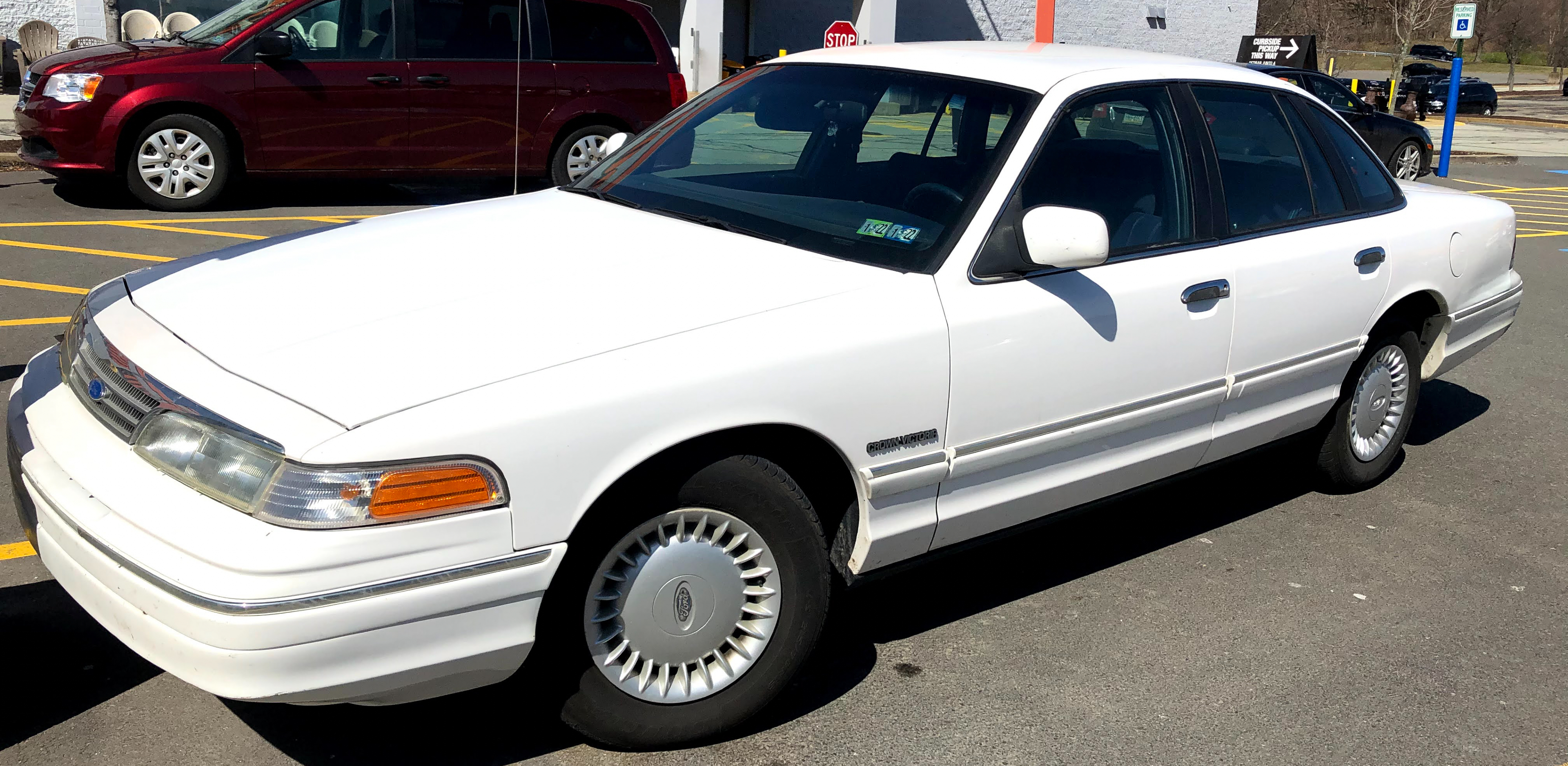
Ford Crown Victoria rénovée

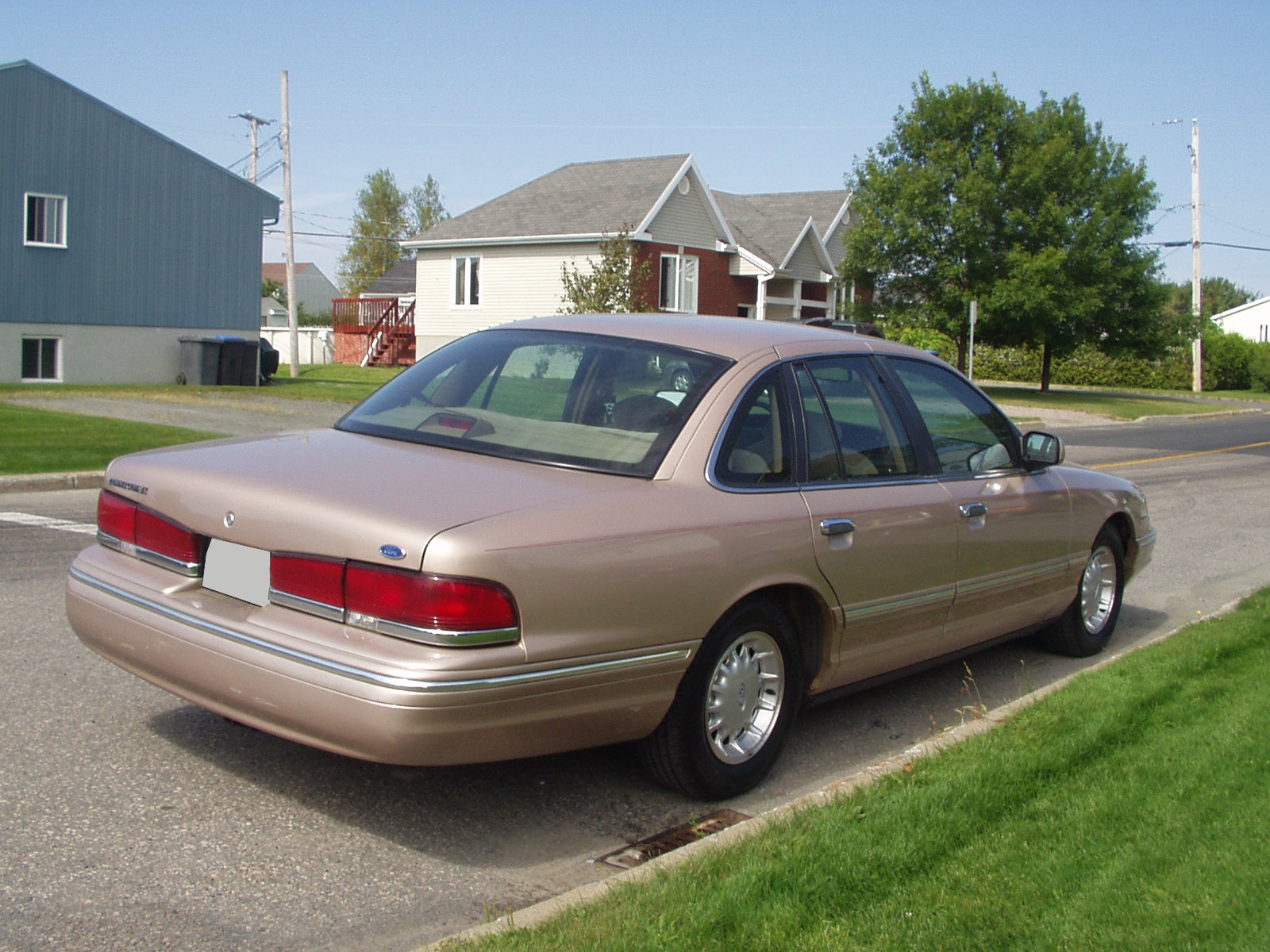
Ford Crown Victoria rénovée

À l'instar de sa prédécesseur, la LTD Crown Victoria, la Crown Victoria était une automobile à six places; le siège avant était une banquette divisée en 50/50. La Crown Victoria était vendue en deux niveaux de finition: Base et LX, ce dernier constituant la majorité des ventes hors flottes. De plus, la Crown Victoria P71 a remplacé la désignation « S » du marché des flotte en 1993; la P71 était exclusivement commercialisée pour des ventes aux services répressifs.
Comme dans la Mercury Grand Marquis, un airbag conducteur était un équipement standard et un airbag passager a été ajouté en option lors de la production ultérieure de 1991. Il est plus tard devenu la norme en 1993 pour l'année modèle 1994,. Les freins antiblocage et l'antipatinage à basse vitesse sont une caractéristique populaire. Pour 1996, un système d'entrée à clé unique est devenu la norme, ainsi qu'une antenne audio cachée, un dégivreur de lunette arrière et un verre teinté. La climatisation automatique et un système audio JBL sont devenus disponibles dans la LX.

#### Touring Sedan
Pour 1992, Ford a présenté la Crown Victoria Touring Sedan en tant que finition phare axée sur la performance. La Touring Sedan comportait un certain nombre d'améliorations de suspension et de maniabilité par rapport à la Crown Victoria LX, avec les composants de suspension plus lourds de la finition Police et y compris également des pneus plus larges, suspension arrière pneumatique, retrait du limiteur de vitesse et une variante à double échappement du V8 4,6 L de 210 ch. Les caractéristiques optionnelles comprenaient une direction sensible à la vitesse et des barres stabilisatrices de plus grand diamètre. Distinguée par sa peinture extérieure bicolore de série (avec des jantes en alliage peintes), la Touring Sedan présentait un intérieur en cuir unique avec toutes les caractéristiques disponibles sur une Crown Victoria de l'époque. Pour un prix inférieur, Ford offrait les améliorations de performance de la Touring Sedan sur la LX en tant que finitions Handling et Performance avec une finition de remorquage séparée. La Touring Sedan serait un modèle d'un an seulement, car elle a été abandonnée après 1992. Cependant, les finitions Handling et Performance sont restées une option sous diverses formes jusqu'en 2007.

## Deuxième génération (EN114; 1998-2012)

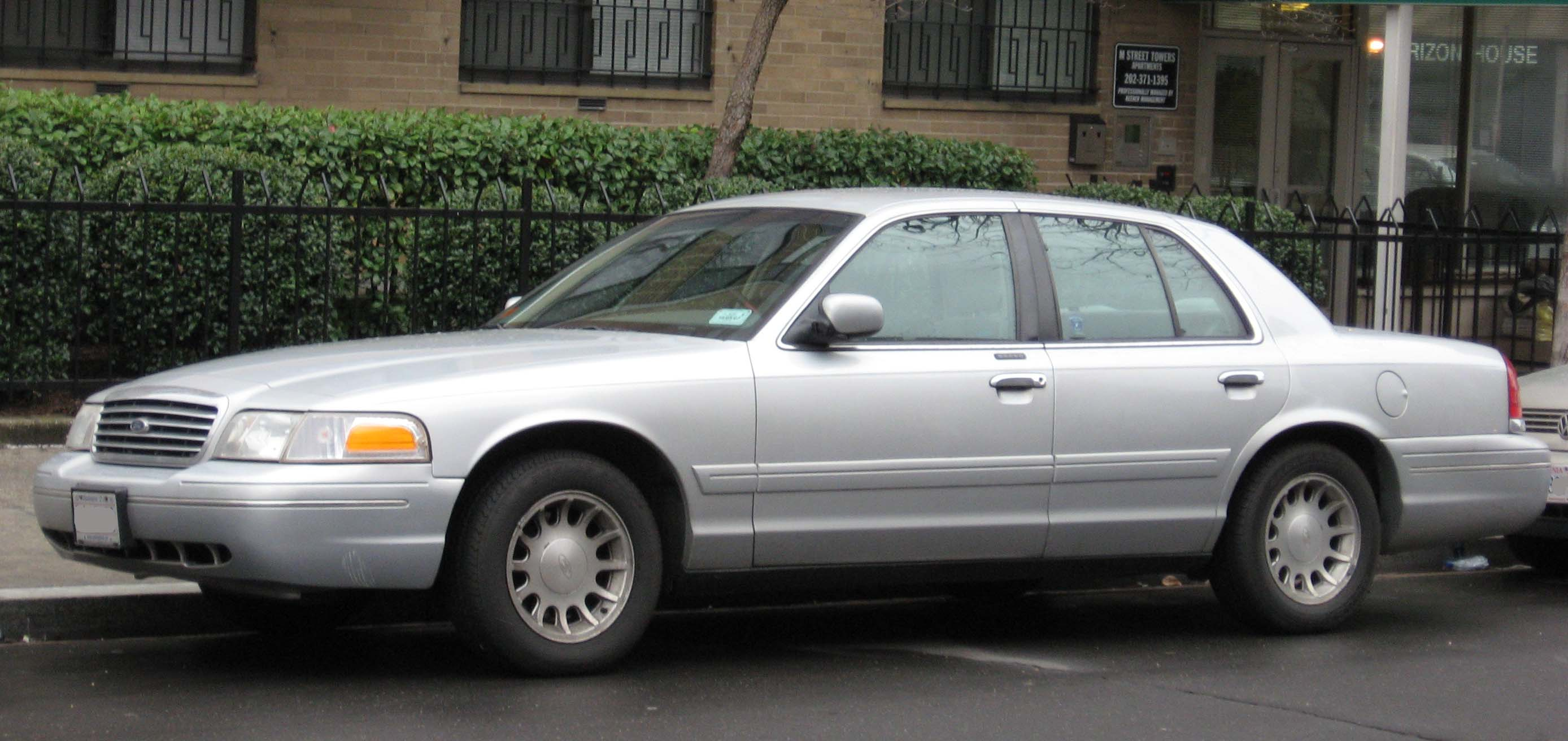
Ford Crown Victoria Phase I.

En 1998, Ford a conservé le nom Crown Victoria pour la nouvelle génération. Cette génération sera commercialisée de 1998 à 2012. Elle sera commercialisée le 26 décembre 1997. La nouvelle génération conserve la plate-forme Panther de la génération précédente mais la carrosserie est entièrement repensée. Seule une version berline 4 portes existe.

### Châssis
La Ford Crown Victoria de deuxième génération a continué d'utiliser la plate-forme Ford Panther, partagée avec la Mercury Grand Marquis et la Lincoln Town Car.
Dans le cadre de la refonte de 1998, plusieurs modifications ont été apportées à la suspension arrière pour améliorer le comportement routier général (au détriment d'une capacité de remorquage réduite). La configuration d'origine à ressort hélicoïdal à trois maillons a été remplacée par une configuration à quatre maillons avec un mécanisme de Watt. Tout en continuant à utiliser des freins à disque aux quatre roues, pour 1998, des disques de frein élargis ont nécessité le passage à des roues de 16 pouces pour tous les modèles de Crown Victoria. Pour 1999, l'ABS est devenu la norme sur toutes les Crown Victoria (à l'exception des Police Interceptor).
Pour l'année modèle 2003, la suspension et la direction ont subi une mise à jour approfondie, associée à la refonte du châssis. Pour la première fois, la Crown Victoria a adopté la direction à crémaillère (remplaçant le système à recirculation de billes de longue durée), avec l'adoption de bras de suspension avant en aluminium. À l'arrière, les amortisseurs à double tube (utilisés depuis le milieu des années 1960) ont été remplacés par des amortisseurs à tube unique ; pour améliorer l'entretien et la tenue de route, les amortisseurs ont été déplacés vers l'extérieur des rails du châssis. Dans le cadre des améliorations de la suspension, les véhicules à châssis Panther étaient équipés de roues légèrement insérées à l'intérieur du véhicule. Pour 2006, les roues en acier de la Crown Victoria sont passées à un diamètre de 17 pouces.
La deuxième génération est propulsée par un seul moteur, le V8 SOHC modulaire à 16 soupapes de 4,6 litres. Reportée des modèles de 1992 à 1997, la puissance de 1998 a été portée à 200 ch (les exemplaires à double échappement produisaient 215 ch). Pour 1999, le système d'allumage sans distributeur (2 bobines et fils) a été remplacé par un allumage à bobine (une fonction utilisée pour la première fois dans le V8 DOHC de 4.6L, et partagée avec d'autres itérations du V8 modulaire pour 1999). Pour 2001, le V8 de 4,6 L a reçu de nouvelles culasses (de la Mustang GT), portant la puissance à 220 ch (235 ch en configuration à double échappement). Pour 2003, la puissance du moteur a encore été augmentée, à 224 ch et 239 ch (selon la configuration d'échappement); l'augmentation résultait d'un capteur de cliquetis monté sur le moteur. Pour 2004, la puissance du moteur a été augmentée pour la dernière fois, la Police Interceptor augmentant la puissance à 250 ch (car son moteur recevait la prise d'air de la Mercury Marauder). Pour 2005, le moteur a subi une révision mineure, car il a adopté la commande d'accélérateur électronique "Drive-by-Wire".
De 1998 à 2004, la boîte automatique 4R70W à 4 vitesses a été jumelée au V8 de 4,6 litres, remplacée par la 4R70E après 2005 (cette dernière étant conçue pour accueillir des commandes d'accélérateur électroniques) ; la 4R75W était exclusive à la Police Interceptor de 2004.

### Carrosserie
À la suite de la mauvaise acceptation des critiques et des mauvaises ventes des Chevrolet Caprice et Buick Roadmaster de 1991-1996, Ford a recherché un design extérieur plus conservateur pour la Crown Victoria de deuxième génération, choisissant un design commun avec la Mercury Grand Marquis plutôt que la Ford Taurus. Ce faisant, la Crown Victoria a adopté la ligne de toit formelle de son homologue Mercury, partageant ses quatre portes (auparavant, seules les portes avant étaient partagées). Sur le carénage avant, la calandre et les phares ont été agrandis. Le carénage arrière a subi une refonte, avec de grandes unités de feux arrière qui ont été montées aux coins de la carrosserie, remplaçant la conception précédente de feux sur toute la largeur. Ford a appelé le style « ...plus contemporain, mais nettement classique ». Contrairement à son homologue de Mercury, la Crown Victoria était presque dépourvue de garniture chromée, largement limitée à la calandre, aux garnitures de fenêtre et au couvercle du coffre.
Contrairement à l'extérieur, relativement peu de changements ont été apportés à l'intérieur, mis à jour pour l'année modèle 1995. Offerte avec presque les mêmes caractéristiques que la Grand Marquis, la Crown Victoria était largement différenciée par ses boiseries (en option) et ses matériaux de sièges. Le volant a été remplacé en 1996 par un volant similaire au reste de la gamme Ford de l'époque.
Pour 2000, pour se conformer à la réglementation fédérale américaine, la Crown Victoria a adopté un système de déverrouillage d'urgence du coffre, ainsi que d'autres caractéristiques de sécurité, y compris les ancrages Isofix et le "Belt Minder" (carillon de rappel de ceinture de sécurité qui retentit pour un occupant du siège avant sans ceinture). Pour 2001, les doubles coussins gonflables ont été redessinés, remplacés par des coussins gonflables à deux étages; les pédales à réglage électrique sont devenues une option. Pour 2003, les airbags latéraux montés dans les sièges sont devenus une option. Pour l'année modèle 2007, les coussins gonflables latéraux optionnels ont été révisés pour mieux protéger les passagers en cas de collision latérale.
Pour l'année modèle 2002, des rétroviseurs extérieurs chauffants sont devenus disponibles, ainsi que des tapis de sol standard et un rembourrage en tissu amélioré; pour les véhicules à finition LX, un organisateur de rangement dans le coffre est devenu une option.
Contrairement aux importants changements mécaniques de l'année modèle 2003 (et aux remaniements de la Mercury Grand Marquis et de la Lincoln Town Car), la Ford Crown Victoria n'a subi aucun changement extérieur depuis l'année modèle 1998, à l'exclusion des roues (les changements de calandre, de garniture de pare-chocs et de garniture de carénage arrière étaient limités aux Police Interceptor). Pour l'intérieur, une mise à jour mineure a vu des sièges avant et arrière redessinés (se distinguant par des appuis-tête plus hauts) et des panneaux de porte redessinés. La teinte intérieure bleue et populaire a été abandonnée en 2003.
Au cours de l'année modèle 2003 (après la production de décembre 2002), Ford a commencé à dégraisser la Crown Victoria, en retirant les lentilles de clignotant de couleur ambre, les rétroviseurs latéraux couleur carrosserie, les pochettes pour cartes sous les sièges avant, le bouchon de réservoir de carburant à verrouillage, le frein de stationnement à desserrage automatique et l'éclairage du compartiment moteur. Pour 2004, devenant l'une des premières voitures américaines à le faire, la Crown Victoria a adopté en option du verre feuilleté pour les portes; en plus d'offrir une sécurité supplémentaire, la fonction filtrait la lumière UV et la chaleur de l'intérieur. Dans une autre révision, la console supérieure a été repensée,.
Pour 2005, la Crown Victoria a reçu une nouvelle colonne de direction non verrouillable, qui a donné au modèle son premier nouveau volant depuis 1998. Pour la première fois, la Crown Victoria offrait un toit ouvrant transparent en option; comme les autres véhicules Ford, un lecteur CD à 6 disques est devenu une option,. L'antenne AM / FM a également été montée sur le panneau arrière pendant un an.
Pour 2006, le tableau de bord de la Crown Victoria a subi une révision, car Ford a introduit un nouveau tableau de bord (pour la première fois depuis 1992). En plus de devenir le dernier véhicule de la Ford Motor Company équipé d'un tachymètre en Amérique du Nord, la Crown Victoria de 2006 est devenue le dernier véhicule Ford à adopter un compteur kilométrique numérique (comme l'option de tableau de bord numérique a été abandonnée); Les Police Interceptor ont reçu un compteur d'heures moteur.

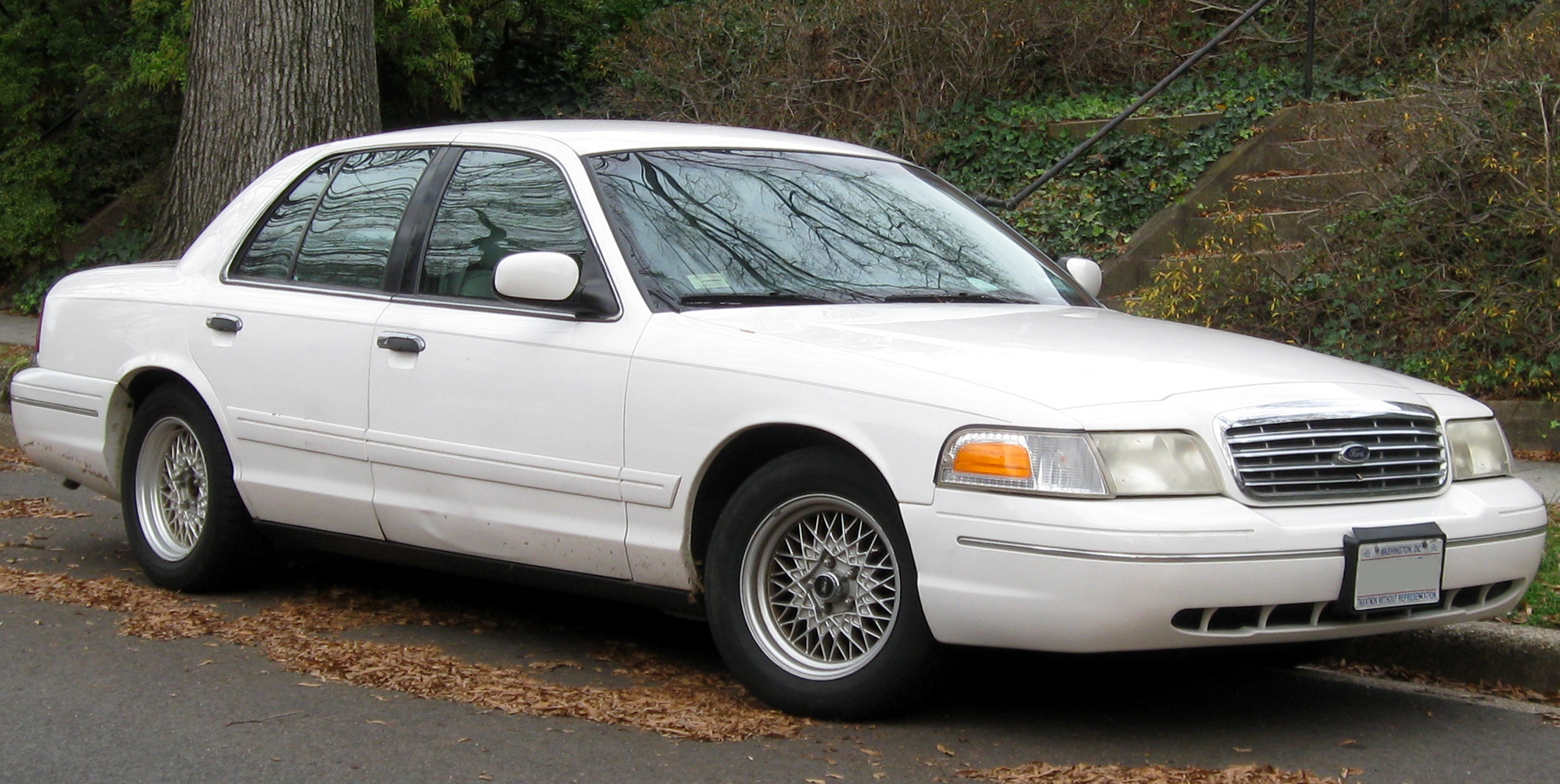
Ford Crown Victoria LX de 1998-2002
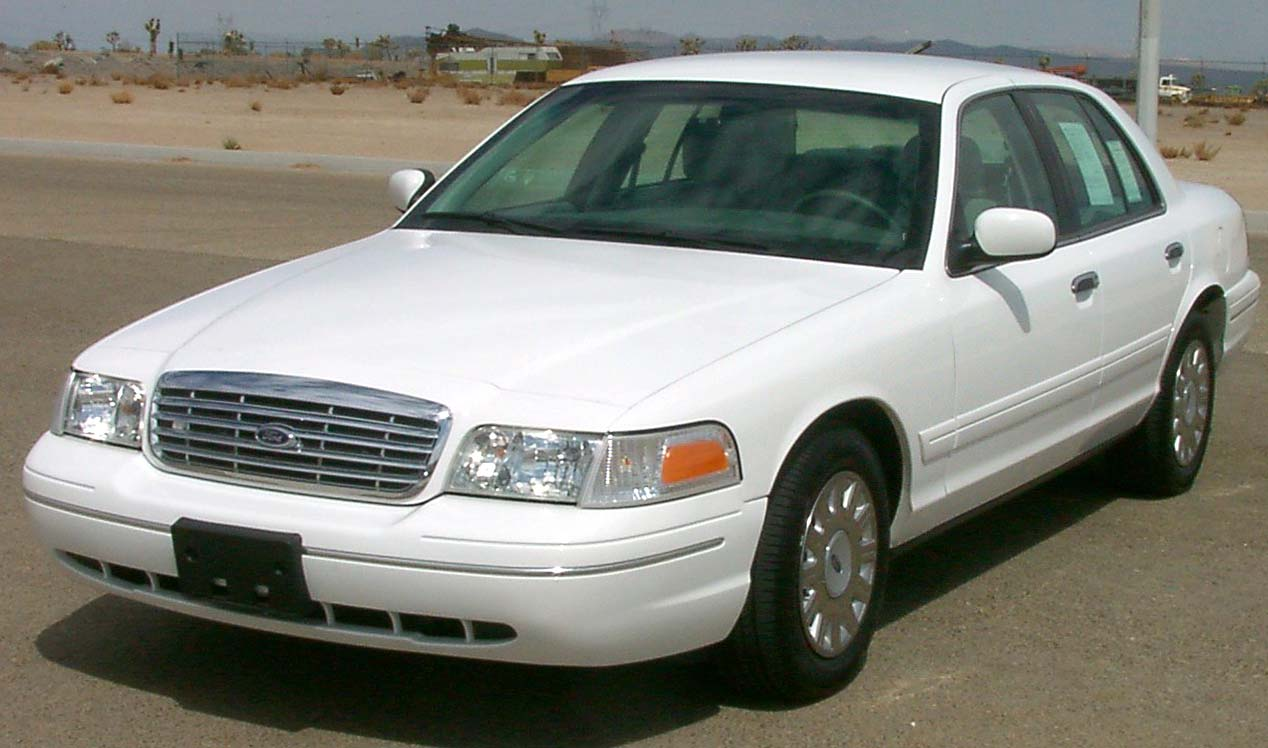
Ford Crown Victoria de 2003
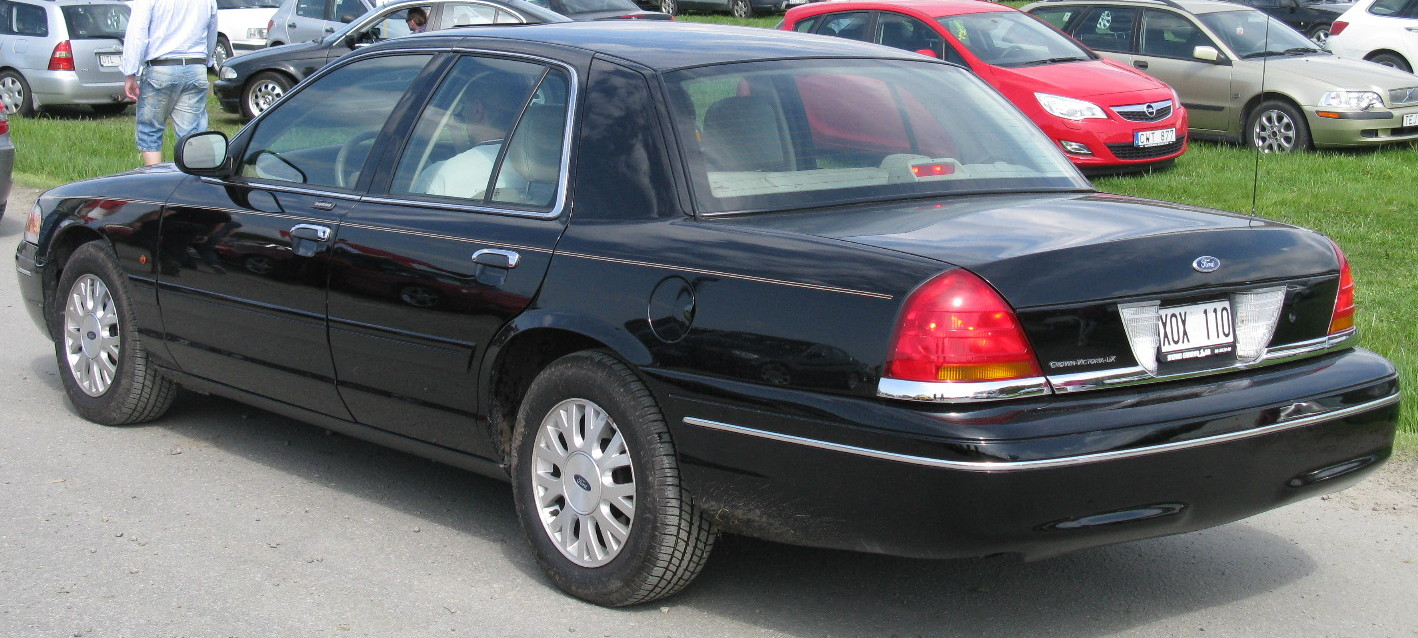
Ford Crown Victoria LX de 2005
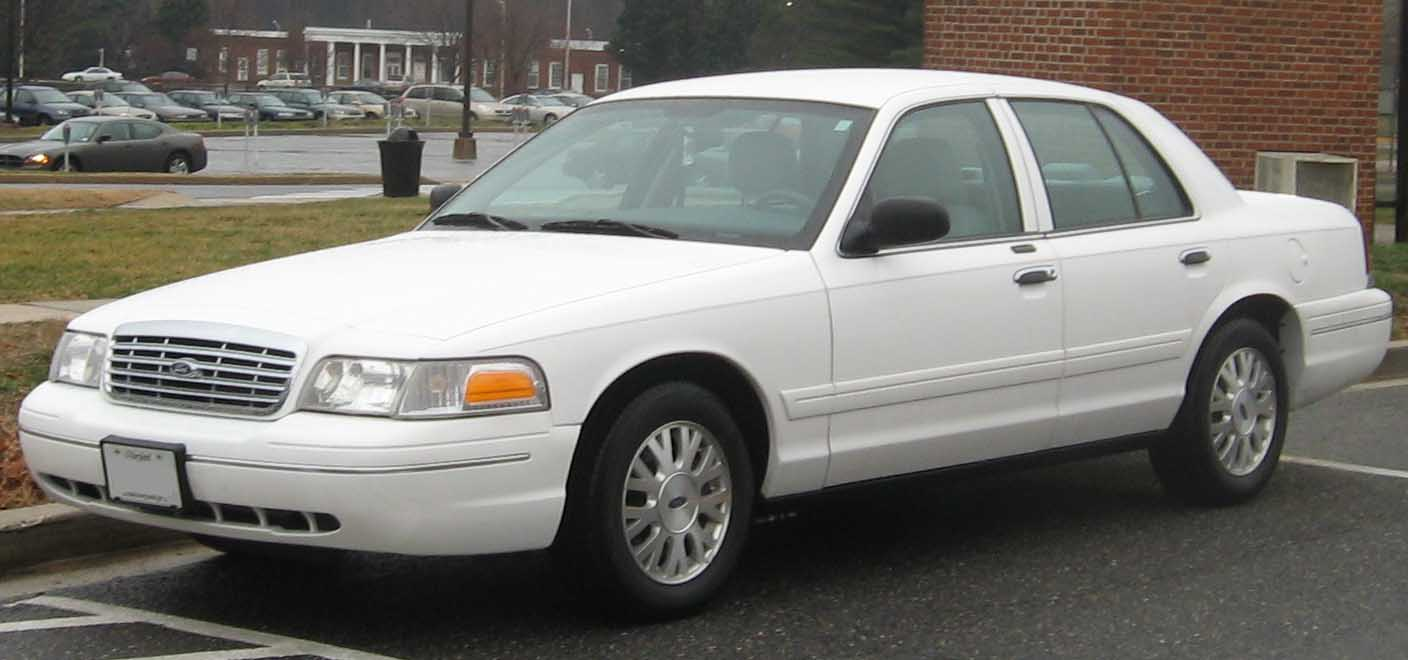
Ford Crown Victoria LX
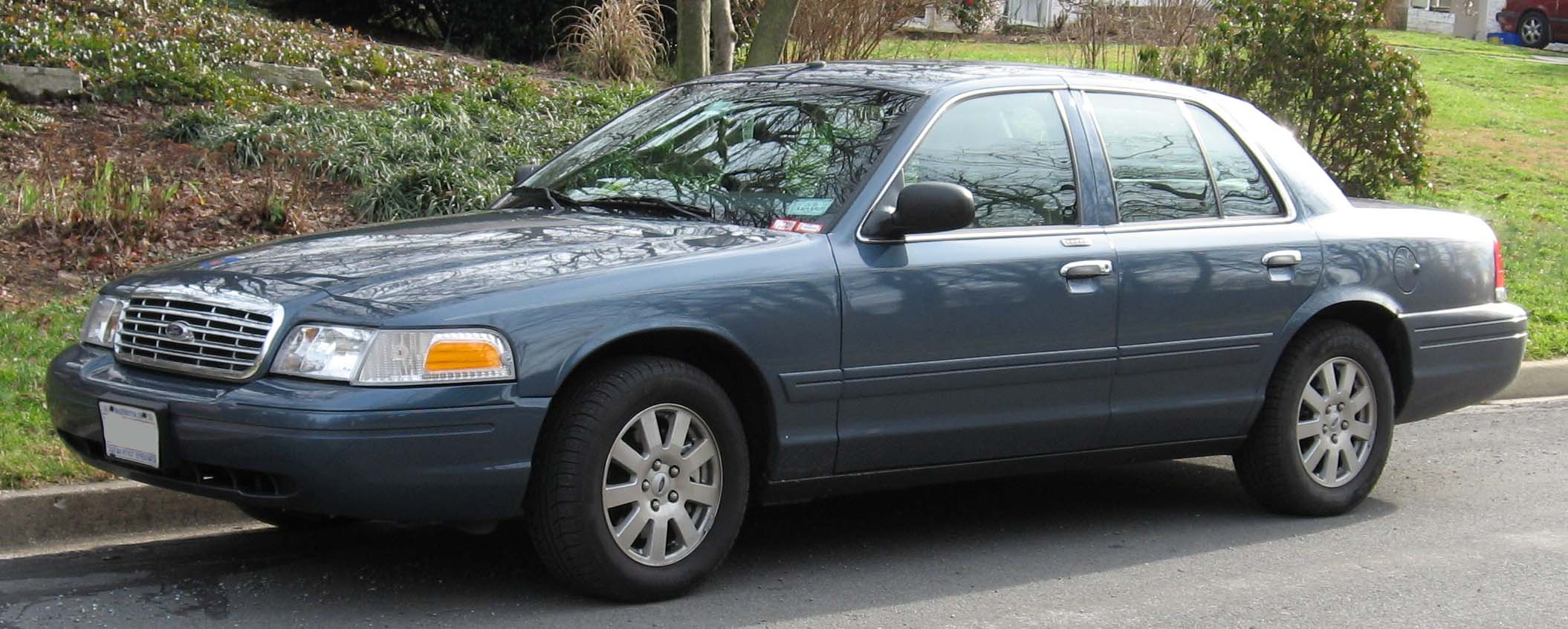
Ford Crown Victoria LX de 2003-2007

### Finition
Reportés de la Crown Victoria de 1992 à 1997, la Crown Victoria de deuxième génération était commercialisée en deux niveaux de finition: Ford Crown Victoria et Ford Crown Victoria LX (respectivement désignées P73 et P74 en interne). La Crown Victoria P71 a été reportée, Ford créant la Crown Victoria Police Interceptor en tant que modèle autonome pour 1999.
Pour 2000, Ford a offert une finition optionnelle pour la LX, la « Special Edition »; avec des badges extérieurs du même nom, l'intérieur était équipé de sièges en cuir bicolore.
Pour 2001, Ford a offert un homologue à la Mercury Grand Marquis LSE, la finition d'apparence Sport. En plus des finitions Handling et Performance de série, la finition d'apparence Sport offrait des sièges pour 5 passagers avec un levier de vitesses au plancher, des roues en aluminium à 5 rayons et des garnitures extérieures monochromes. Pour 2002, la finition d'apparence Sport a été renommée Crown Victoria LX Sport; avec les finitions Handling et Performance, elle était équipée d'une suspension arrière pneumatique, d'un rapport d'essieu arrière de 3,27:1 et d'une barre stabilisatrice arrière plus grande. Partageant de nombreuses améliorations de performances avec la Mercury Marauder (à l'exception du moteur), la LX Sport a été produite jusqu'en 2006. Pour 2007, la plupart des fonctionnalités de la LX Sport sont revenues, car les finitions Handling et Performance sont devenus une option autonome. Les finitions Handling et Performance de la LX ont finalement été abandonnées au milieu de l'année modèle 2008.
- Base - Inclus : Rembourrage en tissu, sièges manuels, serrures électriques, vitres électriques avec vitre automatique côté conducteur, verre solaire, rétroviseurs électriques télécommandés, entrée éclairée, jantes en acier avec enjoliveurs, climatisation, économiseur de batterie qui éteint les lumières après 30 minutes, coffre électrique, direction assistée et une chaîne stéréo AM / FM avec horloge (plus tard, un lecteur cassette a été ajouté, puis un lecteur à CD unique a remplacé la platine à cassette). Les caractéristiques de série ultérieures étaient un siège conducteur à commande électrique et des phares automatiques activés par les essuie-glaces.
- LX - Ajoute : Rembourrage en tissu de luxe, siège conducteur électrique (plus tard, sièges avant électriques), entrée sans clé, enjoliveurs à rayons croisés, une chaîne stéréo AM / FM avec un lecteur cassette (plus tard, un seul lecteur CD / cassette, puis un seul lecteur CD) et une horloge et miroirs éclairés.
- LX Sport - Ajoute : Rétroviseur à atténuation automatique, rétroviseurs extérieurs chauffants, garniture extérieure monochromatique (sur certaines couleurs), jantes « Sport » de 17 pouces, composants de suspension sport améliorés, suspension arrière pneumatique, double échappement standard, garniture intérieure en cuir de série, un levier de vitesses au sol avec console centrale, sièges avant baquets et une chaîne stéréo AM / FM avec un lecteur CD et cassette ainsi que des commandes audio au volant et des commandes de climatisation au volant.

### 2008-2011: Ventes des flottes

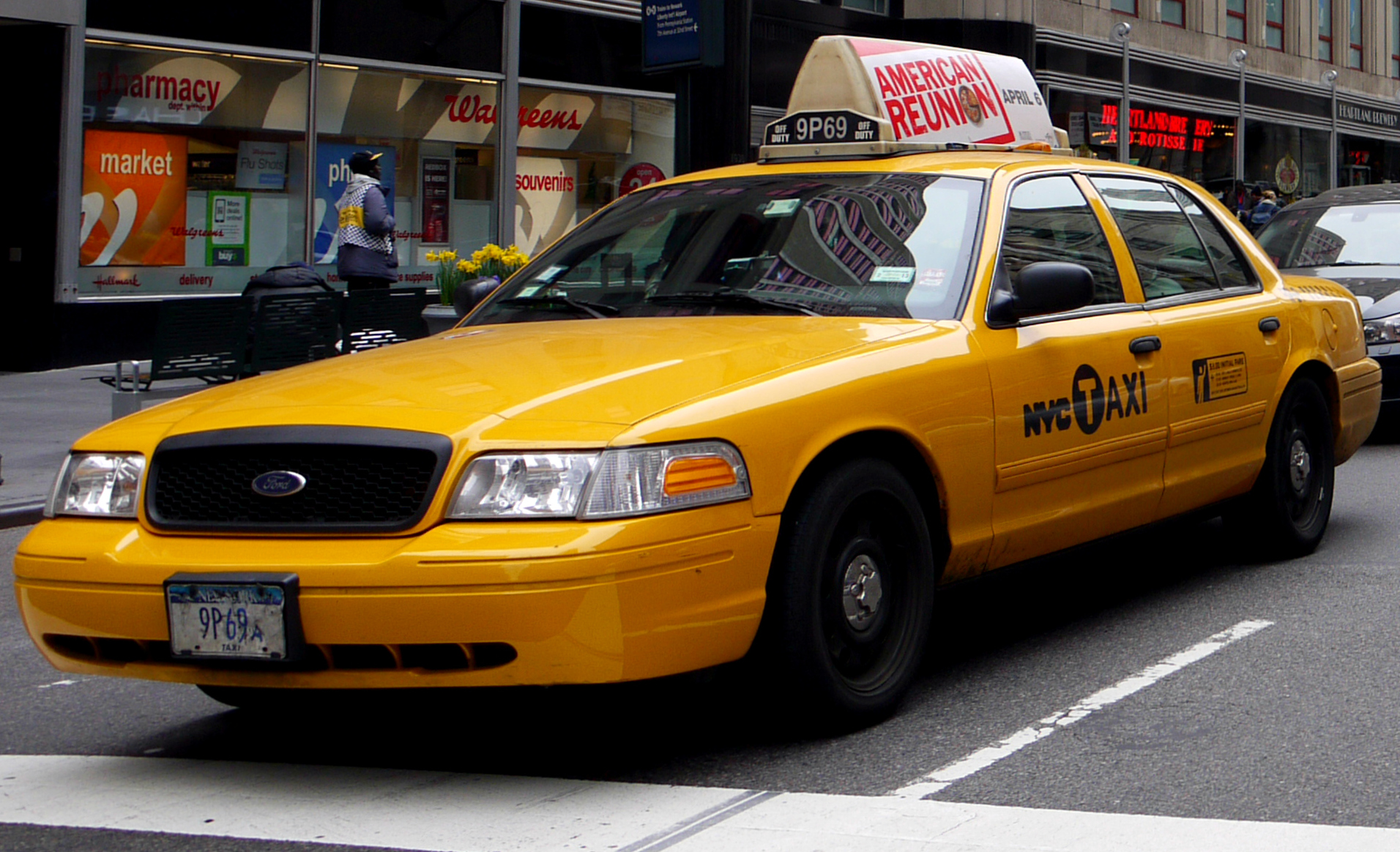
Ford Crown Victoria en taxi à New York en 2012

En 2006, après avoir exclu les ventes des flottes / Police Interceptor (95% de la production), les ventes au détail de la Crown Victoria sont tombées à 3 000 (à moins de 1 100 unités que la supercar Ford GT), dépassées par son homologue la Mercury Grand Marquis par une marge de 18 contre 1. Pour 2008, Ford a mis fin à la vente au détail de la Crown Victoria aux États-Unis, supprimant le modèle de son site Web (en la remplaçant plus tard par la Ford Taurus de 2008 récemment relancée); via Ford Fleet, les ventes de la Police Interceptor et des variantes commerciales (taxi / flottes / empattement long) se sont poursuivies. Par la suite, le seul marché de détail vendant la Ford Crown Victoria était le CCG / Moyen-Orient, la Crown Victoria y étant vendue aux côtés de la Mercury Grand Marquis.
Pour 2009, la gamme de modèles Crown Victoria a subi une consolidation, la LX devenant la seule version de la Crown Victoria à empattement standard (aux côtés de la Police Interceptor). Dans la lignée de ses homologues de Mercury et Lincoln, les roues de 17 pouces sont devenues la norme, la LX adoptant les jantes en alliage à 5 branches des finitions LX Sport, Handling et Performance (la finition LX Sport a été abandonnée au cours de l'année modèle 2008). Pour rationaliser la fabrication, plusieurs fonctionnalités ont été standardisées, notamment les pédales à réglage électrique et les airbags latéraux. Pour se conformer à la réglementation fédérale, des interrupteurs de vitres électriques encastrés ont été ajoutés (remplaçant une conception utilisée depuis 1995).
La Ford Crown Victoria est le seul véhicule à plate-forme Panther qui a été produit pour l'année modèle 2012, car les Mercury Grand Marquis, Lincoln Town Car et Ford Crown Victoria Police Interceptor ont été abandonnées au cours de l'année modèle 2011. Comme la production de 2012 était illégale à la vente aux États-Unis (en raison du manque de contrôle de la stabilité), la totalité de la production de 2012 a été exportée vers le Moyen-Orient.

## Arrêt
Depuis l'introduction de la Crown Victoria en 1992 jusqu'à l'introduction de la Ford Five Hundred, la disposition des berlines full-size américaines a subi une transition importante. En 1996, lorsque General Motors a mis fin à la production des Chevrolet Caprice, Buick Roadmaster et Cadillac Fleetwood, pratiquement toutes les concurrentes de la Crown Victoria avaient adopté la traction avant, avec une configuration à cinq places remplaçant largement les sièges à six places (avec les deux premières générations de la Toyota Avalon devenant la seule berline de marque japonaise commercialisée en Amérique du Nord avec une banquette avant).
Conséquence involontaire de l'arrêt de la Chevrolet Caprice en 1996, à la fin des années 1990, la Crown Victoria a obtenu un quasi-monopole des ventes de voitures de police et une part de marché importante des véhicules de taxi; les deux segments considéraient la construction carrosserie sur châssis avec propulsion arrière comme des attributs avantageux. Comme la seule concurrente restante de la Crown Victoria était son homologue Mercury Grand Marquis, le marketing pour la Crown Victoria a été réduit pour réduire la concurrence interne, déplaçant les acheteurs intéressés par les véhicules Ford vers la Taurus; les acheteurs à la recherche de véhicules full-size étaient réorientés vers la Mercury Grand Marquis et la Lincoln Town Car.
Pour 2005, Ford a présenté la berline Five Hundred, ses composants de châssis dérivant de la Volvo S80. La plus grande des deux voitures était destinées à remplacer la Ford Taurus (aux côtés de la Ford Fusion), la Five Hundred à traction avant était la première berline full-size de Ford entièrement nouvelle depuis 1979. Alors que près d'un pied plus courte que la Crown Victoria, la Five Hundred offrait des dimensions intérieures comparables ; dans un changement majeur, la Five Hundred a adopté une configuration à cinq places en standard.
En 2006, le plan de restructuration de Ford, The Way Forward, a finalement scellé le sort de la Ford Crown Victoria. Coïncidant avec le retrait de la vente au détail de la Crown Victoria en 2008 (voir ci-dessus), en 2009, Ford a annoncé la fermeture de l'usine d'assemblage de St. Thomas à Southwold, Ontario, Canada pour 2011. À l'époque, la production de la plate-forme Panther de Ford devait cesser, car l'architecture ne pouvait pas prendre en charge le contrôle électronique de la stabilité, requis pour les véhicules de 2012 vendus aux États-Unis et au Canada. Conformément à l'annonce, la Mercury Grand Marquis et la Lincoln Town Car ont été arrêtées sans remplacement (la première, dans le cadre de la fermeture de la marque Mercury).
À partir du 31 août 2011, St. Thomas Assembly a produit une courte série de Ford Crown Victoria de l'année modèle 2012; tous les véhicules ont été produits pour l'exportation au CCG, car leur vente était illégale aux États-Unis et au Canada. Le 15 septembre 2011, la Ford Crown Victoria finale est sortie de la chaîne de montage, destinée à l'exportation vers l'Arabie saoudite; le véhicule était le dernier véhicule à plate-forme Panther produit et le véhicule final produit à l'usine d'assemblage de St. Thomas.
Comme avec la Mercury Grand Marquis et la Lincoln Town Car, la Ford Crown Victoria a été abandonnée sans successeur direct. La Crown Victoria Police Interceptor est le seul véhicule à plate-forme Panther qui a été directement remplacé, car Ford a introduit la Ford Police Interceptor Sedan (basée sur la Taurus) et le Police Interceptor Utility (basé sur le Ford Explorer); les deux véhicules sont dérivés les uns des autres et ont des versions redessinées du châssis introduit par la Ford Five Hundred. En 2010, une variante du Ford Transit Connect a été développée spécifiquement pour l'utilisation des taxis,. Bien qu'il ne soit pas le gagnant du concours New York City Taxi of Tomorrow, le Transit Connect a été adopté pour une utilisation en tant que taxi en dehors des États-Unis.

## Variantes

### Police Interceptor (1998-2011)
Article principal: Ford Crown Victoria Police Interceptor

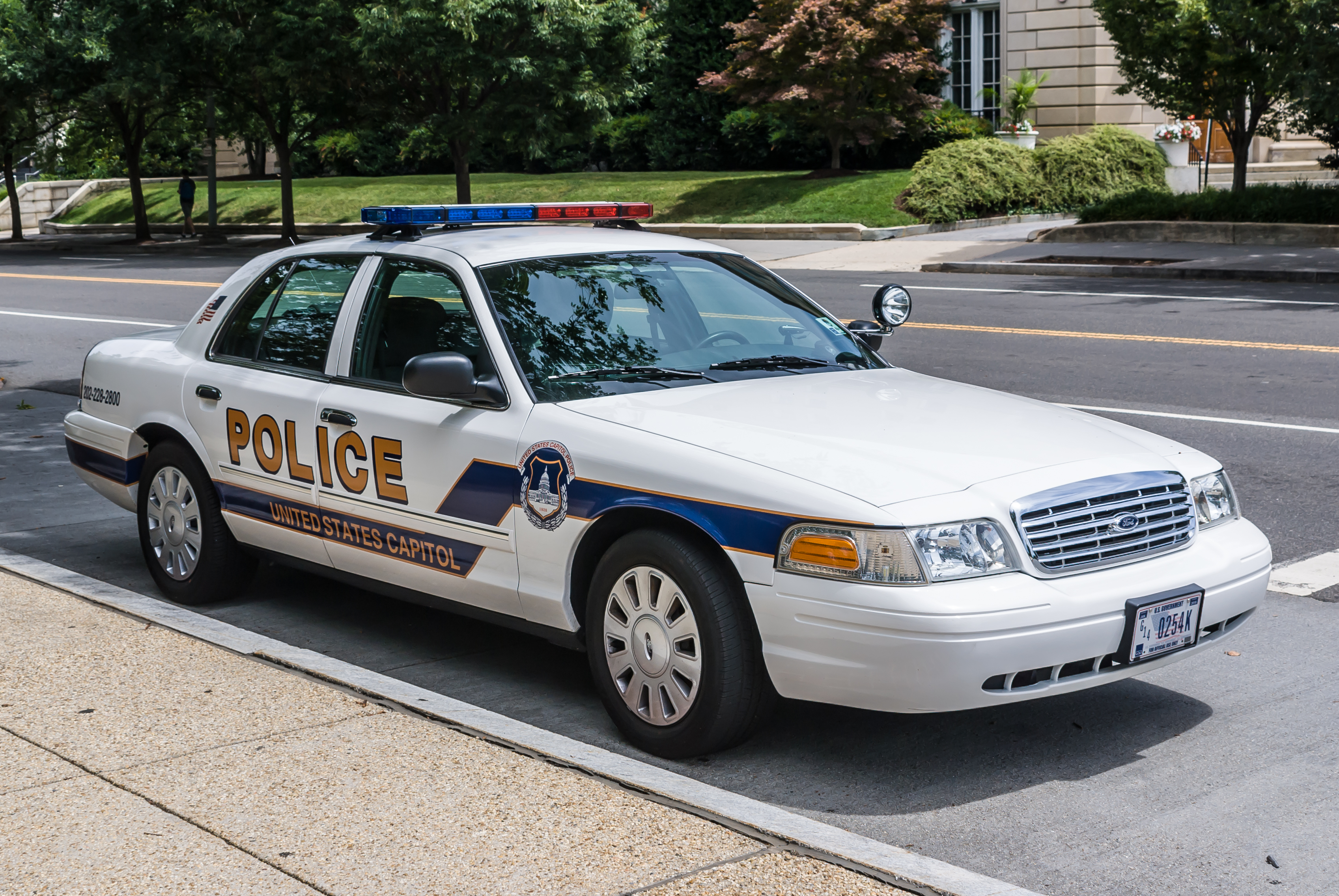
Police Interceptor du Capitole des États-Unis

À partir de l'année modèle 1998, la version policière de la Crown Victoria, anciennement appelée Crown Victoria P71, a été remplacée par la Police Interceptor, et un nouveau badge arrière a été attribué à la place du badge Crown Victoria civil. Bien que le badge Crown Victoria civil soit toujours apposé sur les Police Interceptor équipées de la finition Street Appearance pour les véhicules nécessitant un style civil (voitures banalisées, équipe du maire / de la ville, services d'incendie, etc.), les modèles Police Interceptor sont livrés avec une calandre noire, un bouclier arrière noir sur le couvercle du coffre, avec garniture chromée sous les feux arrière sur les modèles de 1999 et garniture noire sous les feux arrière sur les modèles de 2000 et ultérieurs. Les modèles de 1999 à 2000 ont une version noircie de la calandre chromée standard, tandis que les modèles de 2001 et plus ont une calandre noire de style nid d'abeille. Elles ont également plusieurs améliorations mécaniques « plus lourdes », et les modèles les plus récents ont des caractéristiques de sécurité supplémentaires pour faire face aux problèmes de sécurité des réservoirs de carburant. Ford a remplacé la Crown Victoria Police Interceptor par des versions améliorées et robustes du Ford Explorer et de la Ford Taurus. En réponse, de nombreux services de police comme celui d'Austin, au Texas, achètent des Crown Victorias pour leur permettre à l'avenir de maintenir un parc de voitures de police fiables.

### Version commerciale à empattement long (2002-2012)

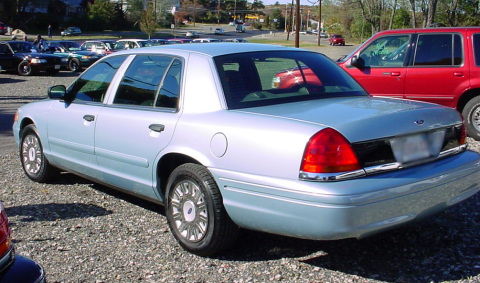
Crown Victoria à empattement allongé (spécifications américaines)

En 2002, Ford a présenté une version à empattement long de la Crown Victoria, allongée de six pouces pour un empattement de 120,7 pouces. Comme pour la Lincoln Town Car L à empattement allongé, la Crown Victoria à empattement long a été modifiée grâce à l'utilisation d'un cadre plus long et de portes arrière plus longues; tout l'espace intérieur supplémentaire a été ajouté pour les sièges arrière.
Bien qu'elle ne soit pas proposée à la vente au détail en Amérique du Nord, la Crown Victoria à empattement long était proposée à la vente aux flottes, ciblant directement les ventes sur les marchés des taxis. De 2002 à 2006, une version de service spécial a été proposée à la vente pour les forces de l'ordre (mais pas en tant que Police Interceptor) avec des finitions Street Appearance de 2002 à 2004. Pour l'exportation au CCG (voir ci-dessous), Ford a proposé à la vente au détail des versions à empattement long des Crown Victoria et Mercury Grand Marquis.

### Exportation

#### Canada
Ford Canada (le fabricant officiel de la Crown Victoria, de la Police Interceptor et de la Mercury Grand Marquis) a commercialisé la Ford Crown Victoria au Canada jusqu'à l'année modèle 1999. Pour l'année modèle 2000, la Crown Victoria a été remplacée par la Mercury Grand Marquis sur les marchés de détail (commercialisée sous le nom de Ford); la Crown Victoria était limitée aux ventes des flottes (constituées en grande partie de Police Interceptor).
Après l'année modèle 2011, Ford Canada a mis fin aux ventes de la Grand Marquis, de la Crown Victoria et de la Crown Victoria Police Interceptor; leur manque de contrôle de la stabilité a empêché toute vente légale au Canada. Les trois gammes de modèles ont été remplacées par la sixième génération de Ford Taurus.

#### Moyen-Orient (CCG)
Pendant sa production, la Ford Crown Victoria était exportée vers deux pays du Conseil de Coopération du Golfe (le Koweït et l'Arabie saoudite) aux côtés de ses homologues de Lincoln-Mercury. Dans une région privilégiant les berlines full-size (parmi d'autres véhicules), la Crown Victoria est devenue populaire, les acheteurs de la région favorisant sa durabilité, sa fiabilité et sa facilité d'utilisation (par rapport aux véhicules de luxe allemands et britanniques), ainsi que son prix inférieur. Alors que les plaques signalétiques américaines se déplaçaient vers des véhicules plus récents (avec l'introduction de la Chrysler 300C, de la Dodge Charger et de la Chevrolet Caprice devenant une variante de l'Holden Caprice), au cours des années 2000, la Crown Victoria, la Grand Marquis et la Lincoln Town Car, tout en restant populaires, ont commencé à perdre des parts de marché, principalement en raison de leur âge.
Les berlines à châssis Panther destinées à l'exportation au Moyen-Orient étaient appelées véhicules "GCC-Spec". Cinq versions de la Crown Victoria étaient disponibles: Standard, Sport, à empattement long, LX et LX Sport. Contrairement aux États-Unis et au Canada, la Crown Victoria à empattement long était disponible à la vente au détail. Au Koweït, où la Crown Victoria était dépassée par la Mercury Grand Marquis à finition supérieure, seule la version Standard, à empattement long, était vendue après 2000 (la LX a été abandonnée en 1999).

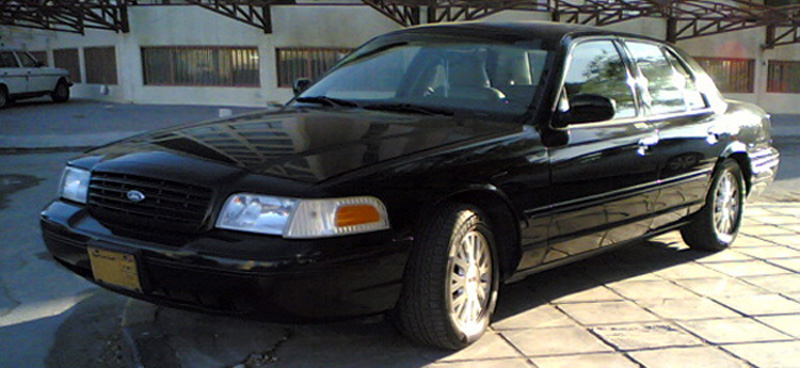
Ford Crown Victoria LX Sport de 2003 (spécifications saoudiennes) au Koweït
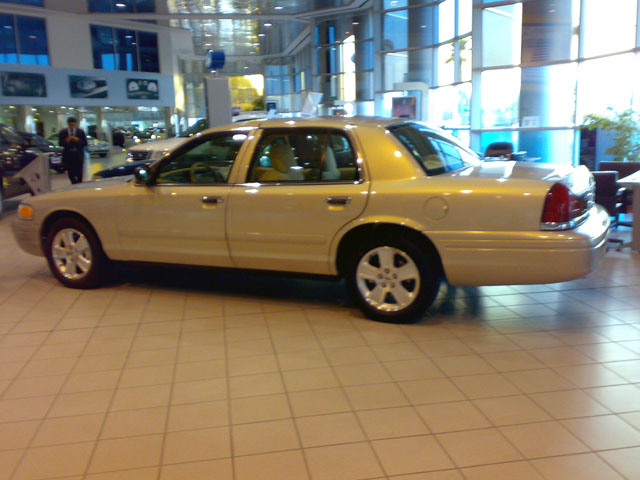
Ford Crown Victoria de 2008 à empattement long dans un concessionnaire Ford koweïtien
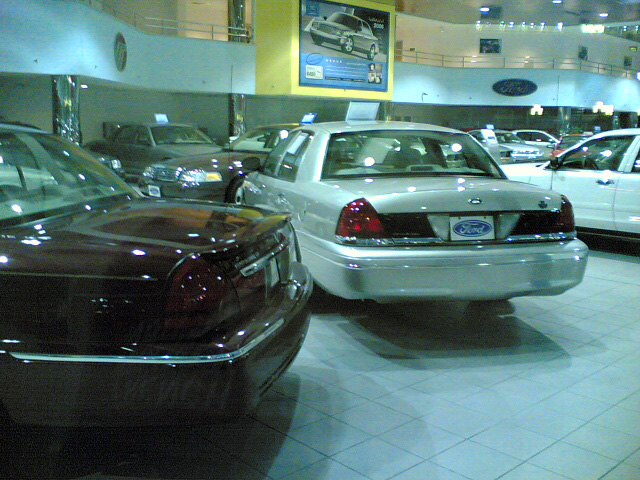
Ford Crown Victoria Standard de 2006 dans un concessionnaire Ford / Mercury au Koweït

##### Modifications des véhicules américains
Outre un tableau de bord métrique, plusieurs modifications sont apportées aux Crown Victoria GCC-Spec. À la place de la banquette 50/50 de la Crown Victoria standard, les véhicules GCC-Spec utilisent une banquette 40/20/40. Dérivé de la Lincoln Town Car, le siège avant a des bouches d'aération pour les sièges arrière (sauf pour les modèles LX Sport), un siège conducteur à 8 réglages, un siège passager à réglage manuel en 4 directions (un siège à réglage électrique en 8 directions en option); le revêtement des sièges est en tissu ou en cuir. Sur tous les modèles à empattement standard, un véritable système à double échappement était installé (non disponible sur une Crown Victoria américaine). Sur les modèles Standard et Standard à empattement long, un ensemble de projecteurs côté conducteur était facultatif. Un système de divertissement DVD (commercialisé sous le nom d'« Export DVD Entertainment System ») a été ajouté pour l'année modèle 2007; il était en option sur les modèles Sport, LX et LX Sport.
À la différence de son homologue américain / canadien, la garantie offerte pour une Crown Victoria aux spécifications CCG était de 5 ans / 200 000 kilomètres (125 000 miles), selon la première éventualité.
Dérivé de la Mercury Marauder, un becquet de couvercle de coffre était soit de série, soit une option sur tous les modèles à empattement standard. Pour les véhicules conformes aux spécifications CCG, les finitions Handling et Performance (H P) proposées aux États-Unis ont été rebaptisées finition Export Handling (EH). L'EH différait des H P en grande partie par le maintien du rapport d'essieu arrière de 2,73:1 (le modèle de série avait un essieu « plus grand ») et l'utilisation d'un véritable système à double échappement (équipement de série sur toutes les Crown Victoria d'exportation à empattement standard). Inclus dans les versions Sport et LX Sport (en option sur la LX), la finition comprend une suspension pneumatique arrière réglée, ressorts hélicoïdaux révisés, manutention des amortisseurs et une barre stabilisatrice arrière plus grande. Sur les Crown Victoria GCC-Spec, l'option EH se distingue extérieurement par un schéma de peinture monochromatique, avec Ford proposant des choix de couleurs Dark Toreador Red, Silver Birch, Tungsten, and Black.

##### Special Edition de 2008
En l'absence de refonte majeure de la Crown Victoria depuis 1998, pour maintenir la gamme de modèles compétitive, l'importateur des véhicules Ford pour la CCG a conçu une finition commémorative pour la Ford Crown Victoria de l'année modèle 2008. Exclusive aux modèles GCC-Spec Standard, la finition cosmétique ajoute plusieurs fonctionnalités, notamment:
- Une calandre à 3 barres (dans le style de la Ford Fusion)
- Spoiler de couvercle de coffre de la Mercury Marauder (dérivé de la finition Export Handling)
- Garniture, pare-chocs avant et arrière chromée
- Ailes avant, couvercle de coffre et tableau de bord avec logos "Special Edition"
- Stéréo AM / FM / CD haut de gamme

Tout le reste de la Special Edition est identique au modèle de finition Standard. Ne figurant dans aucune documentation commerciale, en Arabie saoudite, elle était disponible avec un choix de couleurs différentes. Au Koweït, la Special Edition n'était disponible qu'en noir (en raison de la taille du marché); le prix était d'environ 6 000 KWD (environ 22 000 USD). Pour 2009, la Special Edition a été retirée.

Ford Crown Victoria Special Edition de 2008 (GCC-Spec)
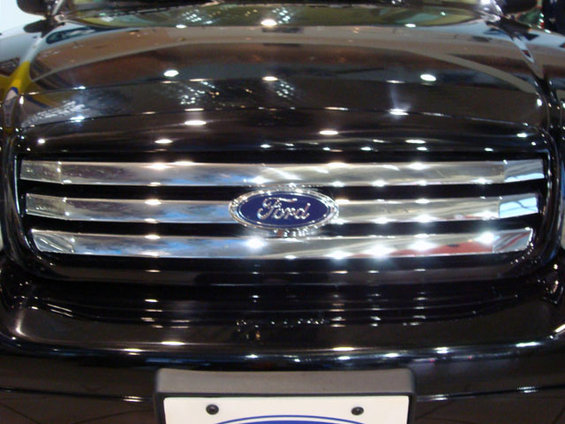
Calandre
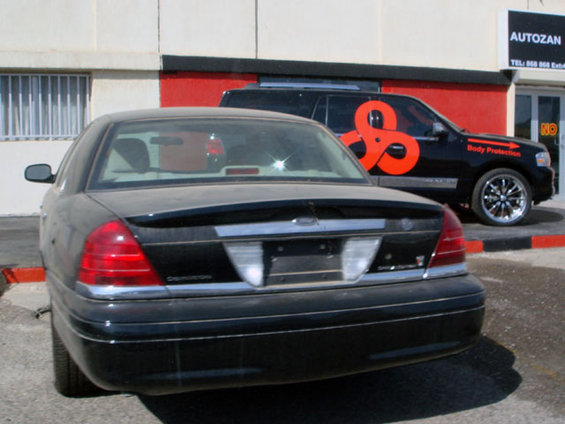
Arrière, montrant le becquet de la Mercury Marauder sur le couvercle du coffre
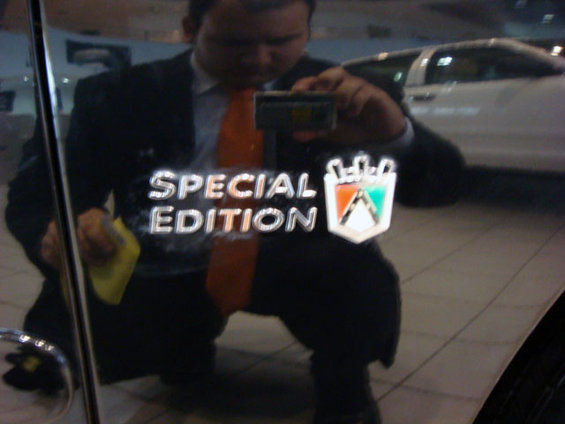
Badge d'aile

## Problèmes de sécurité

### Réservoir d'essence
Les rapports selon lesquels les voitures étaient plus sujettes aux incendies lors d'une collision arrière étaient une simple combinaison de trois choses. Premièrement, la plupart des organismes d'application de la loi comptaient beaucoup sur la Crown Victoria comme principal véhicule, ce qui signifie que tout accident de voiture lié à la police était très susceptible d'impliquer une Crown Victoria. Deuxièmement, les accidents survenaient lorsque les agents garaient intentionnellement leur véhicule à proximité de la circulation active pour protéger un automobiliste arrêté - ce que la plupart des civils ne feraient jamais. Troisièmement, le véhicule qui heurtait se déplaçait souvent à la limite légale affichée ou au-dessus (65 à 75 mi/h (105 à 121 km/h) dans la plupart des juridictions).
La situation était exacerbée par des installateurs de matériel de police qui perçait le plateau d'emballage dans le compartiment à bagages. En raison de l'orientation du réservoir d'essence, le perçage à travers le plateau d'emballage peut entraîner un perçage dans le réservoir d'essence. Les installateurs utilisaient également des vis fixées directement dans la cloison et faisant face au réservoir de carburant. En cas de collision à haute vitesse, ces vis pouvaient forcer le réservoir, rompant à la fois le réservoir et pouvant éventuellement servir de source d'étincelle. De longs boulons, utilisés pour le montage d'équipements plus lourds étaient, également directement suspects. Le fabricant a fourni un bouclier de rechange pour éviter que ces éléments ne perforent le réservoir lors de l'impact. En outre, de nombreuses enquêtes, menées à la fois par des agences fédérales / étatiques et par le service de police lui-même, ont révélé que des objets amovibles n'étaient pas correctement rangés dans le coffre. Ces objets devenaient des projectiles perforants lors des scénarios de collision arrière. La deuxième solution de Ford s'est présentée sous la forme d'un kit de rappel comprenant des motifs pour marquer les zones dangereuses (à percer) dans le coffre à bagages. Des boucliers en kevlar caoutchouté et en nylon balistique dur étaient également inclus pour les boulons d'amortisseur inférieurs du couvercle de différentiel. Ils comprenaient également une doublure de coffre à base de kevlar. Ford a utilisé des kits similaires sur des modèles de véhicules de tourisme du début des années 1980. Pour les modèles de 2005 et plus récents, Ford propose en option un système d'extinction d'incendie embarqué pour les unités Crown Victoria Police Interceptor. Le système est lui-même intégré au système de freinage antiblocage dans le cadre de l'activation et peut être activé manuellement. Cependant, Ford cite plusieurs limitations du système selon la perte de carburant et les vitesses d'impact.
Malgré de nombreux procès accusant Ford de responsabilité partielle pour des incendies causés dans des accidents, la société n'a jamais été jugée responsable dans un accident de Crown Victoria[réf. nécessaire].
Notamment, seules la Ford Crown Victoria et la nouvelle voiture de police de Ford ont été certifiées pour des collisions arrière à grande vitesse, ajoutant de la crédibilité à la déclaration de Ford selon laquelle les accidents violents sont le résultat de situations extrêmes et malheureuses[réf. nécessaire].

### Défaut du collecteur d'admission
Les années modèles 1996 à 2001 inclus, utilisant un collecteur d'admission entièrement composite, sont sujettes à des fuites de liquide de refroidissement. Fin 2005, Ford a réglé un recours collectif. Ce problème peut être résolu en mettant à niveau le collecteur d'admission vers une version de 2002 et plus récente.

## Ventes
| Année civile | Ventes américaines |
| ------------ | ------------------ |
| 1993         | 101,685            |
| 1994         | 103,040            |
| 1995         | 98,163             |
| 1996         | 108,789            |
| 1997         | 107,872            |
| 1998         | 111,531            |
| 1999         | 114,669            |
| 2000         | 92,047             |
| 2001         | 95,261             |
| 2002         | 79,716             |
| 2003         | 78,541             |
| 2004         | 70,816             |
| 2005         | 63,939             |
| 2006         | 62,976             |
| 2007         | 60,901             |
| 2008         | 48,557             |
| 2009         | 33,255             |
| 2010         | 33,722             |
| 2011         | 46,725             |
| 2012         | 4,429              |